# Wacci
wacci（ワッチ）は、日本の5人組バンド。2009年に結成し、2012年にメジャー・デビュー。所属芸能事務所はキューブ、所属レコードレーベルはエピックレコードジャパン。公式ファンクラブは「wacci荘」。

## 概要
聞く人全ての「暮らし」の中にそっと入り込んでいけるようなPopsを作るべく結成したバンド。メンバー全員が別々のバンドでの音楽活動や就職などを経験した後、20代後半で結成されている。
バンド名は「わたしたち」という意味を込めて、村中が提案したもの。
楽曲制作・発売の他にも、半年のスパンで2度の47都道府県ライブツアーを開催、またイベントや学園祭等にも多数出演するなど、頻繁にライブ活動を行っている。

## メンバー
橋口洋平（はしぐち ようへい）
- ボーカル&ギター（アコースティックギター）担当[注 1]。
- 1983年12月14日生まれ。血液型はB型[1]。東京都青梅市出身。
- ほぼ全ての楽曲の作詞・作曲を手掛けている。また、他アーティストへの楽曲提供も行っている。
- 立教大学社会学部出身[2]。
- 眼鏡をかけているが、レンズの入っていない伊達眼鏡である。
- wacci結成前は「cocorotron（ココロトロン）」というグループとして活動していた[2]。
- 2度の脱サラを経験し、現在に至っている。
- wacciの公式キャラクターである「ワチ公」のモデル[注 2]。
- ブルースハープを演奏することがある。また、過去のライブではベースを披露したこともある。
- ドラえもんが好きで、様々な角度のドラえもんの絵を描くことを特技としている。
- TBS サワコの朝でゲストの髙木菜那が”今、心に響く曲”としてwacciが平昌五輪後髙木姉妹のために作ってくれた作詞作曲・橋口「ガッツポーズ」（後に3rdアルバム『群青リフレイン』のボーナストラックに収録）を挙げ、この曲を聴いたときは妹の髙木美帆も泣いていましたと語った。
- 新型コロナウイルスの影響により活動ができない最中、「スナックはしぐち」と題し、女装をして洋子ママとしてインタライブにて不定期に配信を実施。

村中慧慈（むらなか けいじ）
- ギター（エレキギター）担当[注 3]。
- 1982年12月13日生まれ。血液型はB型[1]。東京都江東区出身。
- 一部の楽曲で作詞・作曲を手掛けている。
- 過去にラーメン屋の店長を経験している[3]。
- 憧れの人はジャッキー・チェン。
- 風貌がパンサーの菅良太郎に似ており、バラエティ番組『水曜日のダウンタウン』の企画で替え玉役をつとめたことがある。

因幡始（いなば はじめ）
- キーボード&コーラス担当。1982年5月18日生まれ。栃木県足利市出身。
- 小野は大学のジャズ研究会というサークルの後輩で、いくつかのバンドをともに結成していた[3]。
- 趣味はプロレス観戦。
- 好きな食べ物は寿司。寿司全般好き。Instagramにエンガワの写真をよくあげているが1番好きなわけではない。

小野裕基（おの ゆうき）
- ベース担当。wacciのリーダー[3]。
- 1984年6月15日生まれ。血液型はA型[1]。埼玉県所沢市出身。
- 因幡は大学のジャズ研究会というサークルの先輩で、いくつかのバンドをともに結成していた[3]。
- バンジョー、チェロなどの楽器を演奏することがある。
- 「パコ」という名前のハリネズミを飼っていた。
- 粘土を用いたクレイアニメの制作を趣味としており、wacciのYouTubeチャンネル等にその映像が使用されている。

横山祐介（よこやま ゆうすけ）
- ドラムス&コーラス担当。
- 1984年8月10日生まれ。血液型はO型[1]。神奈川県横浜市出身。
- 過去にシステムエンジニアとして働いており、現在ではその経験を活かし、wacciのホームページやFacebookの管理、動画の編集などを担当している。
- 慶應義塾大学大学院出身[3]。
- wacciのカレー部長を名乗るほどカレーが好きで、2013年夏のツアーでは18公演で22食のカレーを食べた。
- ドラマ『あまちゃん』好きが高じてプライベートでエキストラ出演し、「東京」が主題歌となったドラマ『隠蔽捜査』の第6話にプライベートで再びエキストラとして出演するなど、エキストラ出演を趣味として公言している[3]。その後、自身の楽曲が主題歌となったドラマに出演することが恒例となり、「リスタート」が主題歌となったドラマ『東京スカーレット〜警視庁NS係』では橋口とともに正式なオファーがあり、第5話でエキストラ出演、「大丈夫」が主題歌となったドラマ『37.5℃の涙』では初めて役名（「坂本」役）付きのエキストラとして出演、「歩み」が主題歌となったドラマ『侠飯〜おとこめし〜』では「鮫島」役でエキストラ出演、「どんな小さな」が主題歌となったドラマ『放課後カルテ』では教師役でカメオ出演した[注 4]。

## 来歴
2009年
- 橋口、小野、横山で「橋口バンド」を結成し、ライブ活動を行う。その後、サポートとして因幡、さらに村中が加わり、正式に5人組バンドとして活動を開始する[3]。
- 12月4日、初めてのライブ出演を行う。なお、結成日はこの日とされている[4]。

2010年
- 4月16日、インディーズ1stミニアルバム「ありがとう」リリース。当初はライブ会場などでの限定販売であったが、同年9月8日にCDショップなど全国販売された[5]。
- 6月27日、初の自主企画ライブ「君とシェア」を渋谷O-nestで開催。

2011年
- 10月15日、大阪のサーキットイベント『MINAMI WHEEL 2011』に出演。
- 11月30日、インディーズ2ndミニアルバム『泣き笑らいふ（なきわらいふ）』リリース。アルバムリード曲「君を見送る」が、iTunes「今週のシングル」となる[6]。また、同曲でwacci初めてのミュージックビデオも制作された。
- 12月7日、自主企画ライブ「君とシェア Vol.2」を渋谷O-nestで開催。

2012年
- 3月17日 - 3月25日、「春のwacci前線ツアー」を全国6都市で開催。
- 4月2日、FMヨコハマにてレギュラーの生放送番組『YOKOHAMA RADIO APARTMENT wacciのドア開いてます!』がスタート[7]。
- 5月16日、映画『スープ〜生まれ変わりの物語〜』の主題歌「会いにいくよ」が配信開始[8]。
- 7月19日 - 8月22日、「夏のwacciが“会いにいくよ”ツアー」を全国9都市で開催。7月28日には、1万8千人を動員したイベントHIGHER GROUND 2012 〜FINAL〜に出演[9]。

2012年はその他SAKAE SP-RING、MINAMI WHEEL、TREASURE05Xなど、全国各地のライブイベントに参加。
- 11月7日、1stミニアルバム『ウィークリー・ウィークデイ』を発売。エピックレコードジャパンよりメジャーデビュー[10]。リード曲の「Weakly Weekday」は、TBS系『はなまるマーケット』の10月クールエンディングテーマとなる。
- 11月15日、初のワンマンライブ「wacci presents 君とシェア 〜ワンマンライブでこんばんワッチ!〜」を渋谷 WWW で開催[11]。

2013年
- 4月14日、ワンマンライブ「wacci presents 君とシェア 〜春爛漫! ワンマンライブでヨイヨイヨイ!〜」を渋谷O-WESTで開催。また、NHK BSプレミアム『七人のコント侍』のエンディングテーマ「まっぴら!」と、DANCE&MUSIC 熱血学園ドラマ『押忍!!ふんどし部!』の主題歌「誰ニモマケズ」が配信開始。
- 6月14日、音楽情報誌『WHAT's IN?』2013年7月号で、橋口の連載「クール追求便」が掲載開始。
- 7月15日〜9月4日、全18本のリリースツアー「夏休み! 青春18わっちツアー」を開催。ファイナルは、ワンマンライブ「君の夏はどこなの? ここでSHOW!」を渋谷CLUB QUATTROで行う。
- 7月24日、1stシングル「夏休み/誰ニモマケズ」（両A面）をリリース[12]。「夏休み」は、NHK BSプレミアムのドラマ『ダブルトーン 〜2人のユミ〜』の主題歌。
- 10月23日、「ハウス食品のシチュー」CMソング「君とシチューを食べよう」が配信開始[13]。

2014年
- 3月5日、2ndシングル「東京」をリリース[14]。TBS系ドラマ 月曜ミステリーシアター『隠蔽捜査』の主題歌[15][16]。また、カップリングの「同じ空の下」は、DANCE&MUSIC 熱血学園ドラマ『押忍!!ふんどし部! シーズン2 〜南海怒濤篇〜』の主題歌となり、3曲の収録曲すべてにタイアップが付いている。
- 3月8日、アーバンドック ららぽーと豊洲にて「東京」の発売記念ライブを行う。新曲のタイトルにちなみ、東京23区のご当地キャラ18体も登場するイベントとなった[17][18][19][20]。
- 4月20日 - 5月6日、初のワンマンツアー「あっち、こっち、そっち、わっちツアー 2014春 〜ワンマンツアーでこんばんわっち!〜」を6都市6公演で開催。ファイナルは渋谷TSUTAYA O-EASTで行う。[21][22][23][24]。
- 7月2日、エフエム大阪にて隔週のレギュラー番組 "FM OSAKA E∞Tracks Selection『wacci の ワッチャゴナドゥ!?』" がスタート[25]。
- 7月19日、自主企画ライブ「wacci presents『君とシェア 2014夏』」を横浜プレミアホールで開催。
- 9月3日、3rdシングル「リスタート」をリリース。TBS系火曜ドラマ『東京スカーレット〜警視庁NS係』のオープニングテーマ[26][27][28]となり、第5話では、橋口と横山がエキストラとして出演した。
- 9月21日、自主企画ライブ「wacci presents『君とシェア 2014 もうすぐ秋』」を横浜プレミアホールで開催。
- 11月4日、メジャーデビュー2周年を記念した自主企画ライブ「wacci 2nd Anniversary『君とシェア 特別編 〜吉田山田と2マンライブ!〜』」をMt.RAINIER HALL SHIBUYA PLEASURE PLEASUREで開催。
- 11月30日 - 12月14日、ワンマンツアー「あっち、こっち、そっち、わっちツアー 2014 冬 〜あわてんぼうのこんばんわっち! クリスマス前にやってきた〜」を6都市6公演で開催。ファイナルは、初となる単独ホール公演を渋谷AiiA Theater Tokyoで行う。
- 12月3日、4thシングル「キラメキ」をリリース。テレビアニメ「四月は君の嘘」のエンディングテーマ。

2015年
- 1月27日、ニコニコ生放送での番組『wacciのニコニコ生放送でこんばんわっち!』が放送開始。これ以降、不定期で放送される。
- 2月22日、大阪城ホールで開催されたイベント「LIVE SDD 2015」に投票で選ばれるメッセンジャーズ・アーティストとして出演。
- 3月1日、wacciのサポーターズクラブ「wacci荘」のサービスが開始。
- 3月7日 - 3月14日、アコースティックワンマンライブ「wacciのホワイトデーだし感謝祭!」を京都、東京で開催。
- 4月6日、2012年から3年間続いたラジオ番組『ドア開いてます!』がリニューアルし、FMヨコハマにて橋口のみが出演するレギュラー生放送番組『YOKOHAMA RADIO APARTMENT wacci橋口洋平のドア開けてます!』がスタート。
- 4月7日、仙台ラジオ3にてレギュラー番組『wacciの『LIVE! LIVE! LIVE!』』がスタート。番組開始当初は、橋口と、その他メンバーから1名の計2名が週替わりで出演していたが、その後、5人からメンバーがランダムに週替わりで出演するようになった。
- 4月18日、自主企画ライブ「wacci presents『君とシェア 2015 春 -四月は君とシェア』」をDDD青山クロスシアターで開催。
- 4月25日 - 5月24日、ワンマンツアー「あっち、こっち、そっち、わっちツアー 2015 春 〜眺めたい景色をたずねて さあ千里!〜」を7都市で開催。本公演後には、ライブ＆トークイベント「二次会」を全会場で開催した。
- 6月28日、ワンマンライブ「wacci 360°Premium LIVE 〜どこから見てもこんばん輪っち!〜」を代官山LOOPで開催。
- 8月5日、5thシングル「大丈夫」をリリース。TBS系木曜ドラマ『37.5℃の涙』主題歌。iTunesのトップソング10位にランクイン、wacciのYouTubeチャンネルで公開されたミュージックビデオは1700万再生を突破するなどのヒットを記録。
- 11月15日 - 12月26日、ワンマンツアー「あっち、こっち、そっち、わっちツアー 2015 冬 〜涙を流した君にしか 浮かべられない笑顔がある〜」を7都市で開催。前回のツアーに続き、ライブ＆トークイベント「二次会」を全会場で開催した。また、ツアーの途中では金沢では初のワンマンライブとなる「寄り道ワンマンライブ in 金沢 〜約束通り帰ってきたよ アコースティック特別編〜 遊びにきまっし金沢へ！」を開催。
- 12月19日、FMヨコハマアリーナ（横浜アリーナ）にて開催された「Fm yokohama Thanks! 30th. Anniversary More Music More Live 2015 〜 Fヨコフレンズ〜」に出演。
- 12月22日、NTTドコモとの企画「wacciがドコでモいくから、ダイジョー部 with docomo」が開始。何かに頑張っている人を歌で応援するため、wacciメンバーが日本全国どこでも駆けつけ、その模様を特設サイトにて公開。

2016年
- 2月27日 - 3月27日、全国6都市でワンマンライブを開催。
- 4月1日、メンバー全員が出演した映画『あやしい彼女』が公開。
- 4月24日、渋谷 CLUB QUATTROにてワンマンライブ「wacci ワンマンライブ 春はクアトロ。花よりライブ!! wacciワンマンどうでshow!?」を開催。
- 5月29日 - 7月18日、ワンマンツアー「あっち、こっち、そっち、わっちツアー 2016 夏 〜土日祝には ウキ雨季 waccin'♪〜」を12都市で開催。本公演終了後には、アルバム予約者限定のアフターイベント「増刊号！LIVE & TALK典会」を開催した。
- 8月3日、6thシングル「歩み」をリリース。テレビ東京系ドラマ24『侠飯〜おとこめし〜』主題歌。
- 8月7日、国営ひたち海浜公園にて開催された大型イベント「ROCK IN JAPAN FESTIVAL 2016」に初出演。
- 8月17日、1stフルアルバム『日常ドラマチック』をリリース。オリコンデイリーランキングで2位を記録した。
- 8月27日、豊田スタジアムにて開催されたJ1リーグ：名古屋グランパス vs FC東京でライブステージと握手会に出演。
- 9月3日 - 10月8日、初の関東全県ツアー「関東ドラマチック」を9都市で開催。
- 9月10日 - 9月15日、360°ワンマンライブ「パノラマドラマチック」を名古屋、大阪で開催。
- 11月6日、横浜アリーナにて開催された「バズリズムライブ 2016」にオープニングアクトとして出演。
- 11月13日 - 2017年2月4日、全国ワンマンツアー「あっち、こっち、そっち、わっちツアー 2016-2017冬 〜日常ドラマチック〜」を15都市で開催。また、アコースティック特別編成となった京都・広島以外の本公演後には、ライブ＆トークイベント「二次会」を、最終公演の東京公演本公演後は、「打上げドラマチック おかわりくだ祭」を開催。
- 12月30日、幕張メッセ国際展示場にて開催の大型イベント「COUNTDOWN JAPAN 16/17」に初出演。

2017年
- 1月21日、書き下ろしの新曲「スマイル」（後に2ndフルアルバム『感情百景』に収録）が起用されたジャストシステムの通信教育教材「スマイルゼミ」のCMが放映開始。
- 5月24日、7thシングル「Ah!Oh!」をリリース。NHK BSプレミアム ドラマ『この世にたやすい仕事はない』主題歌。
- 5月25日 - 12月10日、全国ワンマンツアー「あっち、こっち、そっち、わっちツアー 2017 〜感情百景〜」を35会場40公演で開催。赤坂、京都、鎌倉、11月の宮城、12月の横浜公演を除く本公演終了後には、アルバム予約者限定のアフターイベント「あっち、こっち、そっち、わっちツアー 2017 〜Bonus track〜」を開催。
- 8月16日、2ndフルアルバム『感情百景』をリリース。オリコンデイリーランキングでは5位、オリコンウィークリーランキングでは自己最高となる17位を記録した。

2018年
- 1月13日 - 2月12日、大阪、福岡、名古屋で360°ワンマンライブ「wacci 360°ワンマンライブ 〜パノラマ百景〜 wacci荘会」を開催。また、その間に、京都、徳島、岡山でアコースティックライブも開催。
- 2月23日、日本テレビ系のワイドショー番組『スッキリ』に出演。平昌五輪で金メダルを獲得したスピードスケート選手の髙木美帆が勝負曲として聴いていたという「宝物」を生演奏した。
- 4月11日、配信シングル「wallflower」が配信開始。
- 4月14日 - 7月16日、全国ワンマンツアー「あっち、こっち、そっち、わっちツアー 2018 Wonderful Moments〜」を19会場23公演で開催。
- 4月27日、FM徳島にてレギュラー番組『wacciの阿波っちアワー』がスタート。橋口、因幡と、その他のメンバー1名の計3名で出演。
- 7月11日、4カ月連続配信シングルリリースの第1弾となる「空に笑えば」が配信開始。2019年、フジテレビ系情報番組『めざましテレビ』内コーナー『日本つながるプロジェクト』の応援ソングに起用された。
- 8月22日、4カ月連続配信シングルリリースの第2弾となる「別の人の彼女になったよ」が配信開始。2019年春頃から歌詞の内容がSNSで話題となり、YouTubeで公開されたMVのコメント欄には曲の解釈や恋愛エピソードなど多くのコメントが寄せられ、注目を集めた。その結果、音楽ストリーミングサービスの累計総再生数が1億回、またYouTubeでの公式動画（複数動画合計）総再生回数が6000万回を超える（いずれも2021年7月時点）など、ロングヒットを記録した。
- 9月19日、4カ月連続配信シングルリリースの第3弾となる「最上級」が配信開始。
- 10月10日、4カ月連続配信シングルリリースの第4弾となる「ワンセット」が配信開始。
- 11月7日、3rdフルアルバム『群青リフレイン』をリリース。
- 11月17日 - 2019年4月6日、初の47都道府県ワンマンツアー「wacci 47都道府県ツアー 〜群青リフレイン〜」を49会場51公演で開催。
- 12月27日 - 12月28日、自主企画ライブ「wacci presents 君とシェア 2018 三本締め」を関内ホール（小ホール）で3公演開催。

2019年
- 5月1日、2014年からライブで演奏してきた楽曲「結」が配信開始。
- 6月23日 - 7月20日、サポーターズクラブwacci荘限定ライブ「wacci荘会」を、大阪・福岡・名古屋で開催。
- 7月3日、初の47都道府県ツアーのファイナルで演奏した楽曲「Buddy」が配信開始。
- 7月25日 - 7月27日、「wacci 1府1県ツアー 〜静岡・京都リフレイン〜」を、静岡・京都で開催。4月まで開催していた47都道府県ツアーで、村中がインフルエンザにより欠席した2府県で、5人揃ってのライブを届けたいという思いから実現。
- 8月8日、無料のサポーターズクラブとして開設されたwacci荘が、有料のオフィシャルファンクラブ「wacci荘」にリニューアル。
- 10月19日 - 2020年7月19日（実際に開催された公演では2020年2月23日まで）、半年ぶりそして自身2度目となる47都道府県ワンマンツアー「wacci 47都道府県ツアー 2019-20 〜Empathy〜」を開催。10月 - 11月の「Acoustic Tour」（全7公演）、12月 - 4月の「Live House Tour」（24公演は開催でき、17公演は次のツアーへ延期）、5月 - 7月の「Hall Tour」（全4公演が次のツアーへ延期）の3部構成であったが、新型コロナウイルスの影響で、2月29日以降の全公演が2020年11月以降に延期となった。
- 11月29日、結成10周年を記念したライブ「チャンネルNECO presents 10th Anniversary Special LIVE」を、横浜関内ホールにて開催。
- 11月13日、8thシングル「Baton」をリリース。テレビ東京系ドラマBiz『ハル〜総合商社の女〜』主題歌。
- 12月4日、4thアルバム『Empathy』をリリース。発売日は、wacciの結成10周年記念日。

2020年
- 3月4日、9thシングル「フレンズ」をリリース。テレビアニメ『うちタマ?! 〜うちのタマ知りませんか?〜』オープニングテーマ。カップリングの「歌にするから」は、プロ野球・千葉ロッテマリーンズ所属の福田秀平選手の登場曲として書き下ろした楽曲。
- 5月16日、新型コロナウイルスの中で橋口が書き上げた楽曲「乗り越えてみせよう」のリモートライブTAKEがYouTubeにて公開開始。その後も、「大丈夫」「別の人の彼女になったよ」「歌にするから」「キラメキ-公生とかをりの演奏ver.-」のリモートライブTAKEが公開された。
- 6月26日、YouTubeチャンネル「THE FIRST TAKE」にて公開された2曲「別の人の彼女になったよ – From THE FIRST TAKE」・「足りない – From THE FIRST TAKE」の音源が配信開始。
- 7月11日 - 9月18日、配信ライブツアー「wacci Streaming Live Tour 2020」を6公演開催。新型コロナウイルスの影響により、2020年のツアーが延期となる中で、「ライブを今出来る形で一緒に楽しんで頂きたい」という想いから、それぞれテーマを変えた6回の配信を、「配信ライブツアー」という形式にて実施。5回目までの公演は、会場内に観客を入れない形態での開催であったが、最終公演のみ、KT Zepp Yokohamaにて観客を入れて開催。また、8月8日には、オフィシャルファンクラブ「wacci荘」設立一周年を記念し、「wacci Streaming Live Tour 2020 wacci荘編」と題し、wacci荘会員限定の配信ライブも開催。
- 10月2日、テレビ朝日系の音楽番組『ミュージックステーション』に初出演。「別の人の彼女になったよ」を披露した。
- 10月27日、配信ライブ「wacci Streaming Live at 日本武道館」を、日本武道館にて、会場内に観客を入れない形態で開催。また、「一人でも多くの人にwacciのライブを観て欲しい」という想いから、本編60分を無料で公開。
- 11月27日 - 2022年3月9日（実際に開催された公演では2021年9月26日まで）、「wacci 47都道府県ツアー 2020-21」を49公演開催（8公演は中止）。2020年2月 - 7月に開催予定だった「wacci 47都道府県ツアー 2019-20 〜Empathy〜」の振替公演だけでなく、同ツアーで既に開催済みだった都道府県での追加公演を加え、改めて47都道府県で「Live House Tour」（全44公演は開催、4公演は中止）、「Hall Tour」（全4公演は開催、4公演は中止）の2部構成で開催。なお、新型コロナウイルスの影響により、一部の公演が延期や再延期、中止となった。
- 12月16日、Hey! Say! JUMPに提供した楽曲「ナイモノネダリ」（アルバム『Fab! -Music speaks.-』に収録）が発売。作詞・作曲は橋口が、編曲・演奏はwacci全員が行っている。

2021年
- 3月2日、「まばたき」及び「劇」が、2曲同時に配信開始。
- 3月27日、足立佳奈とのコラボレーションソング「キミとなら」が配信開始（「足立佳奈&wacci」名義。）。
- 5月19日、10thシングル「あなたがいる」をリリース。テレビアニメ『バクテン!!』エンディングテーマ。
- 8月8日、ファンクラブ「wacci荘」発足2周年を記念したファンクラブ限定の配信ライブ「wacci荘会 2021」を開催。
- 10月27日、「風」及び「東京24区」が、2曲同時に配信開始。
- 11月12日、メジャーデビュー10周年を記念し、自身初の日本武道館での有観客ライブ「wacci Live at 日本武道館 2021 〜YOUdience〜」を開催。

2022年
- 1月14日、「トータス」が配信開始。テレビドラマ『駐在刑事 Season3』オープニングテーマ。
- 2月2日、「インク」が配信開始。関東地区Honda Cars CMソング。
- 3月4日、2022年2・3月に開催予定だった「wacci 47都道府県ツアー 2020-21 Hall Tour」3公演の中止を受け、配信ライブ「wacci 配信ライブ 2022」を開催。
- 3月30日、ライブBlu-ray『wacci Live at 日本武道館 2021 〜YOUdience〜』をリリース。自身初の映像作品。
- 4月15日、「恋だろ」が配信開始。フジテレビ系木曜劇場『やんごとなき一族』挿入歌。ストリーミングサービスでは総再生数が自身最速で2.5億回を達成（2023年10月時点）するなど、最大のヒット曲となる。
- 4月15日 - 5月13日、ファンクラブ限定ライブツアー「wacci荘会 2022」を4公演開催。
- 6月4日 - 7月24日、ライブハウスツアー「wacci Live House Tour 2022 〜Reboot!〜」を8会場8公演で開催。
- 6月15日、11thシングル「恋だろ / 僕らの一歩」（両A面）をリリース。「僕らの一歩」は、アニメ映画『バクテン!!』主題歌。
- 7月6日、橋口が作詞作曲・歌唱で、演奏でwacciが参加した「Come on!! Kome!!（カモン!! コメ!!）」が配信開始。テレビ東京系『しまじろうのわお!』にて放送された楽曲。
- 8月27日、ファンクラブ「wacci荘」発足3周年を記念したファンクラブ限定の配信ライブ「wacci荘会 2022 Streaming Live」を開催。
- 9月10日 - 2023年1月7日、ホールツアー「wacci Hall Tour 2022 〜Boost!〜」を4会場4公演で開催。
- 10月7日、YouTubeチャンネル「THE FIRST TAKE」にて公開された「恋だろ – From THE FIRST TAKE」の音源が配信開始。松下洸平との共演。
- 11月9日、5thアルバム『suits me! suits you!』をリリース。
- 11月15日、「恋だろ」が第64回日本レコード大賞で優秀作品賞を受賞。
- 12月14日、「LINE NEWS AWARDS 2022」の話題の人賞 アーティスト部門を受賞。

2023年
- 4月30日、「ジグソーパズル」が配信開始。日本テレビ系列「こどもday」キャンペーンソング。MVは絵本アニメクリエイター twotwotwoが制作。
- 5月2日 - 6月20日、ライブハウスツアー「wacci Live Tour 2023 〜growing〜」を8会場8公演で開催。ツアーとしては自身初の全公演チケット完売となった。
- 5月24日、「リバイバル feat. asmi」が配信開始。フジテレビ系列情報番組『めざましどようび』テーマソング。
- 8月2日 - 8月3日に開催された「⻑岡まつり大花火大会」にて、歌唱・作曲・編曲・演奏にて参加した楽曲「HOPE TO THE FUTURE 〜未来へ〜」（歌唱：COMEFES PROJECT（2023 年参加アーティスト：JUNNA、松下洸平、琴音、橋口洋平））が披露された。楽曲は、2022年の「⻑岡まつり大花火大会」でも、曲のみ披露されていた。
- 8月6日 - 8月26日、自身の主催ライブ「wacci 夏の東西 Special Live 2023」を東京・大阪で開催。
- 8月18日、ファンクラブ「wacci荘」発足4周年を記念したファンクラブ限定の配信ライブ「wacci荘会 2023 Streaming Live」を開催。
- 10月8日、「まぶたを閉じれば」が配信開始。NHKみんなのうた2023年10月・11月放送楽曲。
- 10月25日、さだまさしのトリビュートアルバム『みんなのさだ』に参加。wacciは、「関白宣言」をカバーした。
- 12月2日 - 2024年2月3日、ホールツアー「wacci Hall Tour 2023〜2024 -laugh mix-」を6会場6公演で開催。
- 12月29日、YouTube・Instagram・TikTokにて無料配信ライブを実施。これ以降、月1回程度の頻度で定期的に実施。

2024年
- 1月4日、wacciの楽曲「春を背中に」が起用された「ルナつくば陣場 クルムフィールド」のCMが放送開始。
- 2月14日、いきものがかりの楽曲の新解釈コラボレーションアルバム『いきものがかりmeets』に参加。wacciは、「笑顔」をカバーした。
- 2月21日、12thシングル「愛は薬」をリリース。テレビアニメ『薬屋のひとりごと』エンディングテーマ。
- 2月28日、ライブアルバム『wacci Live at 日本武道館 2021 〜YOUdience〜』をリリース。
- 4月10日、「OKワード」が配信開始。TBS系列『王様のブランチ』テーマソング。
- 4月24日、2024年ラブソング配信リリース第1弾「そういう好き」が配信開始。
- 6月19日、2024年ラブソング配信リリース第2弾「あなたの隣で」が配信開始。
- 6月23日、ファンクラブ限定イベント「wacci荘会 2024」及び、無料配信ライブ『wacci Streaming Live 〜特別編〜』（ファンクラブ会員限定で会場内に入ることができる）を、大手町三井ホールにて開催。
- 7月17日、2024年ラブソング配信リリース第3弾「忘れたい」が配信開始。
- 8月10日 - 10月25日、ホールツアー「wacci IROAI Tour 2024」を9会場9公演で開催。
- 8月14日、2024年ラブソング配信リリース第4弾「君を好きな理由」が配信開始。
- 8月24日、ファンクラブ「wacci荘」発足5周年を記念したファンクラブ限定の配信ライブ「wacci荘会 2024 ～5th Anniversary～」を開催。
- 10月12日、「どんな小さな」が配信開始。日本テレビ系ドラマ『放課後カルテ』主題歌。
- 11月30日、wacci初となる海外でのワンマンライブ「wacci First Live in Korea」を韓国・ソウルにて開催。

2025年
- 1月29日、6thアルバム『Dressing』をリリース。
- 2月1日 - 3月2日、初のビルボードツアー「wacci Billboard Live Tour」を3会場6公演で開催。また、アンコール公演として長崎で「wacci Billboard Live Tour 2025 ～encore～」も開催。
- 4月19日、wacci初となる中国でのワンマンライブ「wacci First Live in Shanghai」を上海にて開催。
- 4月30日、「少年」及び「Ears」が、2曲同時に配信開始。「Ears」は、FMヨコハマ 開局40周年アニバーサリーソング。
- 7月11日、ラジオでの共演をきっかけに、Omoinotakeを誘って実現した2マンライブ「wacci × Omoinotake “Speech”」を豊洲PITにて開催。
- 8月17日、ファンクラブ「wacci荘」発足6周年を記念したファンクラブ限定の配信ライブ「wacci荘会 2025」を開催。
- 9月13日、初の野外ワンマンライブ「wacci park 2025 at 日比谷野外音楽堂」を、日比谷野外音楽堂で開催予定。
- 10月4日 - 2026年1月10日、ホールツアー「wacci Hall Tour 2025-2026 ～憧憬～」を8会場8公演で開催。

## ディスコグラフィ

### シングル

#### CDシングル
|      | 発売日         | タイトル            | 規格                                                                   | 規格品番                          | 収録曲 |
| ---- | -------------- | ------------------- | ---------------------------------------------------------------------- | --------------------------------- | --- |
| 1st  | 2013年7月24日  | 夏休み/誰ニモマケズ | CD                                                                     | ESCL-4079                         | 1. 夏休み 2. 誰ニモマケズ |
| 2nd  | 2014年3月5日   | 東京                | CD                                                                     | ESCL-4176                         | 1. 東京 2. 同じ空の下 3. 君とシチューを食べよう |
| 3rd  | 2014年9月3日   | リスタート          | CD（期間生産限定盤） CD（通常盤）                                      | ESCL-4275 ESCL-4276               | 1. リスタート 2. さかな 3. 二度目の出会い 4. リスタート（オープニングテーマ バージョン） ※期間生産限定盤のみ収録 |
| 4th  | 2014年12月3日  | キラメキ            | CD+DVD（期間生産限定盤） CD（通常盤）                                  | ESCL-4327/8 ESCL-4329             | 1. キラメキ 2. ふわり 3. サンタクロースを僕に 4. キラメキ -TV Size エンディング・テーマ Ver.- 5. キラメキ -公生とかをりの演奏ver.- |
| 5th  | 2015年8月5日   | 大丈夫              | CD（通常盤） CD（期間生産限定盤A） CD（期間生産限定盤B）               | ESCL-4494 ESCL-4495 ESCL-4496     | 1. 大丈夫 2. 便り 3. 大丈夫 -drama size- ※期間生産限定盤A・Bのみ収録 4. 大丈夫 -instrumental- ※期間生産限定盤A・Bのみ収録 |
| 6th  | 2016年8月3日   | 歩み                | CD                                                                     | ESCL-4651                         | 1. 歩み 2. 会いにゆきましょう 3. 歩み -instrumental- 4. 会いにゆきましょう -instrumental- |
| 7th  | 2017年5月24日  | Ah!Oh!              | CD                                                                     | ESCL-4835                         | 1. Ah!Oh! 2. 泣きっ面 3. Ah!Oh! -instrumental- |
| 8th  | 2019年11月13日 | Baton               | CD                                                                     | ESCL-5149                         | 1. Baton 2. 幸せ 3. 別の人の彼女になったよ 〜Piano ver.〜 |
| 9th  | 2020年3月4日   | フレンズ            | CD+DVD（初回生産限定盤） CD（通常盤） CD（期間生産限定盤）             | ESCL-5353/4 ESCL-5355 ESCL-5356/7 | 1. フレンズ 2. 歌にするから 3. 大丈夫 -LIVE version- 4. フレンズ -TV size- ※期間生産限定盤のみ収録 DVD ※初回生産限定盤・期間生産限定盤のみ付属 1. 「フレンズ」Music Video 2. 「フレンズ」アニメ「うちタマ?!」ノンクレジットオープニング映像 ※期間生産限定盤のみ収録 |
| 10th | 2021年5月19日  | あなたがいる        | CD+DVD（初回生産限定盤） CD（通常盤） CD（期間生産限定盤）             | ESCL-5523/4 ESCL-5525 ESCL-5526/7 | 1. あなたがいる 2. ねがいごと 3. まばたき -Live Take- Streaming Live at 日本武道館 4. あなたがいる -TV size- ※期間生産限定盤のみ収録 DVD ※初回生産限定盤・期間生産限定盤のみ付属 1. 「あなたがいる」Music Video 2. 「まばたき」Streaming Live at 日本武道館 ※初回生産限定盤のみ収録 3. 「あなたがいる」アニメ「バクテン!!」ノンクレジットオープニング映像 ※期間生産限定盤のみ収録 |
| 11th | 2022年6月15日  | 恋だろ/僕らの一歩   | CD+Blu-ray（初回生産限定盤） CD（通常盤） CD+Blu-ray（期間生産限定盤） | ESCL-5673/4 ESCL-5675 ESCL-5676/7 | 1. 恋だろ 2. 僕らの一歩 3. あの子 Blu-ray「wacci Streaming Live at 日本武道館」 ※初回生産限定盤・期間生産限定盤のみ付属 1. 最上級 2. 足りない 3. 別の人の彼女になったよ 4. 感情 5. フレンズ 6. 僕らの日々 7. まばたき |
| 12th | 2024年2月21日  | 愛は薬              | CD+Blu-ray（初回生産限定盤） CD（通常盤） CD+Blu-ray（期間生産限定盤） | ESCL-5920/1 ESCL-5922 ESCL-5923/4 | 1. 愛は薬 2. リバイバル feat. asmi 3. 君だ Blu-ray ※初回生産限定盤・期間生産限定盤のみ付属 - 「wacci Hall Tour 2022 〜Boost!〜」神奈川県民ホール公演 ※初回生産限定盤のみ付属 1. 歌にするから 2. 最上級 3. トータス 4. 大丈夫 5. 感情 6. 痛い 7. 別の人の彼女になったよ 8. 風 9. 羽田空港 10. 東京 11. suits you 12. 恋だろ 13. インク 14. 運命じゃない人 15. 今日の君へ 16. フレンズ 17. リスタート 18. 坂道 19. 宝物 20. まばたき 21. ワンセット - TVアニメ『薬屋のひとりごと』第2クールエンディングテーマノンクレジットムービー ※期間生産限定盤のみ付属 - 「愛は薬」Music Video |

#### 配信限定シングル
※CD発売予定楽曲の先行配信は除く。
| 配信日         | タイトル                            | 収録アルバム                        | 規格                   | 備考                                                                                   |
| -------------- | ----------------------------------- | ----------------------------------- | ---------------------- | -------------------------------------------------------------------------------------- |
| 2012年5月16日  | 会いにいくよ                        | 日常ドラマチック                    | デジタル・ダウンロード | 「会いにいくよ（Instrumental）」も同時配信                                             |
| 2013年4月14日  | まっぴら!                           | 日常ドラマチック                    | デジタル・ダウンロード | 「泣き笑らいふ」収録楽曲を再レコーディング                                             |
| 2013年4月14日  | 誰ニモマケズ                        | 日常ドラマチック                    | デジタル・ダウンロード |                                                                                        |
| 2013年10月23日 | 君とシチューを食べよう              | 日常ドラマチック                    | デジタル・ダウンロード |                                                                                        |
| 2018年4月11日  | wallflower                          | 群青リフレイン                      | デジタル・ダウンロード |                                                                                        |
| 2018年7月11日  | 空に笑えば                          | 群青リフレイン                      | デジタル・ダウンロード | 4カ月連続配信シングル第1弾                                                             |
| 2018年8月22日  | 別の人の彼女になったよ              | 群青リフレイン                      | デジタル・ダウンロード | 4カ月連続配信シングル第2弾                                                             |
| 2018年9月19日  | 最上級                              | 群青リフレイン                      | デジタル・ダウンロード | 4カ月連続配信シングル第3弾                                                             |
| 2018年10月10日 | ワンセット                          | 群青リフレイン                      | デジタル・ダウンロード | 4カ月連続配信シングル第4弾                                                             |
| 2019年5月1日   | 結                                  | Empathy                             | デジタル・ダウンロード |                                                                                        |
| 2019年7月3日   | Buddy                               | Empathy                             | デジタル・ダウンロード |                                                                                        |
| 2021年3月2日   | まばたき                            | suits me! suits you!                | デジタル・ダウンロード |                                                                                        |
| 2021年3月2日   | 劇                                  | suits me! suits you!                | デジタル・ダウンロード |                                                                                        |
| 2021年3月27日  | キミとなら                          | あなたがいて / 足立佳奈             | デジタル・ダウンロード | 足立佳奈&wacci名義のコラボレーションソング                                             |
| 2021年10月27日 | 風                                  | suits me! suits you!                | デジタル・ダウンロード |                                                                                        |
| 2021年10月27日 | 東京24区                            | suits me! suits you!                | デジタル・ダウンロード |                                                                                        |
| 2022年1月14日  | トータス                            | suits me! suits you!                | デジタル・ダウンロード |                                                                                        |
| 2022年2月2日   | インク                              | suits me! suits you!                | デジタル・ダウンロード |                                                                                        |
| 2022年4月15日  | 恋だろ                              | suits me! suits you!                | デジタル・ダウンロード |                                                                                        |
| 2022年7月6日   | Come on!! Kome!!（カモン!! コメ!!） | 未収録                              | デジタル・ダウンロード | しまじろうのわお!（wacci・しまじろう・おにぎりのおうさま・おにぎりおうじ）名義での配信 |
| 2023年4月30日  | ジグソーパズル                      | Dressing                            | デジタル・ダウンロード |                                                                                        |
| 2023年5月24日  | リバイバル feat. asmi               | Dressing                            | デジタル・ダウンロード |                                                                                        |
| 2023年6月28日  | ひそかに絶好調（with wacci）        | アドナイン / ナオト・インティライミ | デジタル・ダウンロード | ナオト・インティライミの楽曲にwacciが参加。                                            |
| 2023年10月8日  | まぶたを閉じれば                    | Dressing                            | デジタル・ダウンロード |                                                                                        |
| 2024年4月10日  | OKワード                            | Dressing                            | デジタル・ダウンロード |                                                                                        |
| 2024年4月24日  | そういう好き                        | Dressing                            | デジタル・ダウンロード | 2024年ラブソング配信リリース第1弾                                                      |
| 2024年6月19日  | あなたの隣で                        | Dressing                            | デジタル・ダウンロード | 2024年ラブソング配信リリース第2弾                                                      |
| 2024年7月17日  | 忘れたい                            | Dressing                            | デジタル・ダウンロード | 2024年ラブソング配信リリース第3弾                                                      |
| 2024年8月14日  | 君を好きな理由                      | Dressing                            | デジタル・ダウンロード | 2024年ラブソング配信リリース第4弾                                                      |
| 2024年10月12日 | どんな小さな                        | Dressing                            | デジタル・ダウンロード |                                                                                        |
| 2025年4月30日  | 少年 Ears                           | 未収録                              | デジタル・ダウンロード |                                                                                        |

| 配信日        | タイトル                                        | 収録アルバム | 規格                   | 備考 |
| ------------- | ----------------------------------------------- | ------------ | ---------------------- | ---- |
| 2020年6月26日 | 足りない - From THE FIRST TAKE                  | 未収録       | デジタル・ダウンロード |      |
| 2020年6月26日 | 別の人の彼女になったよ - From THE FIRST TAKE    | 未収録       | デジタル・ダウンロード |      |
| 2022年10月7日 | 恋だろ - From THE FIRST TAKE （wacci&松下洸平） | 未収録       | デジタル・ダウンロード |      |

### アルバム

#### EP
|     | 発売日         | タイトル     | 規格 | レーベル | 規格品番  | 収録曲                                                                     |
| --- | -------------- | ------------ | ---- | -------- | --------- | -------------------------------------------------------------------------- |
| 1st | 2010年4月16日  | ありがとう   | CD   | Q-bix    | Qbix-27   | 1. ありがとう 2. familiarity 3. じゃあね 4. おつかれさん 5. チーム         |
| 2nd | 2011年11月30日 | 泣き笑らいふ | CD   | Q-bix    | DDCZ-1788 | 1. ここからはじめよう 2. 君のものだった 3. 東京 4. まっぴら! 5. 君を見送る |

#### ミニアルバム
|     | 発売日        | タイトル                   | 規格 | 規格品番  | 収録曲                                                                            |
| --- | ------------- | -------------------------- | ---- | --------- | --------------------------------------------------------------------------------- |
| 1st | 2012年11月7日 | ウィークリー・ウィークデイ | CD   | ESCL-3977 | 1. 褒められたくて 2. Weakly Weekday 3. 会いに行くよ 4. ドア開いてるよ 5. 羽田空港 |

### 参加作品
| タイトル | 収録作品                                                                  |
| -------- | ------------------------------------------------------------------------- |
| 関白宣言 | さだまさし デビュー50周年記念トリビュート・アルバム「みんなのさだ」       |
| 笑顔     | いきものがかり楽曲の新解釈コラボレーションアルバム「いきものがかりmeets」 |

### 未発表楽曲
| タイトル           | 備考 |
| ------------------ | --- |
| セレクトボタン     | 2015年6月30日放送のラジオ番組『wacciの「LIVE!LIVE!LIVE!」』で披露。楽曲は放送よりも前から、ライブで披露されていた。                                                                            |
| そうでありたい     | 2015年7月20日放送のラジオ番組『YOKOHAMA RADIO APARTMENT 「wacci 橋口洋平のドア開けてます!」』で披露。楽曲は放送よりも前から、ライブで披露されていた。                                          |
| 桜の雨             | 2015年8月18日放送のラジオ番組『wacciの「LIVE!LIVE!LIVE!」』で披露。楽曲は放送よりも前から、ライブで披露されていた。                                                                            |
| キッチン           | 2015年9月28日放送のラジオ番組『YOKOHAMA RADIO APARTMENT 「wacci 橋口洋平のドア開けてます!」』で披露。楽曲は放送よりも前から、ライブで披露されていた。                                          |
| 君が僕の家にくる   | 2016年1月18日放送のラジオ番組『YOKOHAMA RADIO APARTMENT 「wacci 橋口洋平のドア開けてます!」』で披露。楽曲は放送よりも前から、ライブで披露されていた。                                          |
| 一握りの空         | 2016年2月2日放送のラジオ番組『wacciの「LIVE!LIVE!LIVE!」』で披露。楽曲は放送よりも前から、ライブで披露されていた。                                                                             |
| 大丈夫             | 2016年10月24日放送のラジオ番組『YOKOHAMA RADIO APARTMENT 「wacci 橋口洋平のドア開けてます!」』で披露。 5thシングル「大丈夫」と同名だが異なる楽曲で、放送よりも前から、ライブで披露されていた。 |
| 乗り越えてみせよう | 2020年2月29日に配信された「LINE LIVE」にて初披露。同年6月26日に、レコーディング及び歌詞の書き換えを行い、YouTubeで公開された。                                                                 |

## タイアップ
| 起用年 | 楽曲                   | タイアップ |
| ------ | ---------------------- | --- |
| 2012年 | 会いにいくよ           | 東京テアトル配給映画『スープ〜生まれ変わりの物語〜』主題歌                                                                     |
| 2012年 | Weakly Weekday         | TBS系『はなまるマーケット』10月クールエンディングテーマ                                                                        |
| 2013年 | まっぴら！             | NHK BSプレミアム『七人のコント侍』エンディングテーマ                                                                           |
| 2013年 | 誰ニモマケズ           | DANCE&MUSIC 熱血学園ドラマ『押忍!!ふんどし部!』主題歌                                                                          |
| 2013年 | 夏休み                 | NHK BSプレミアム プレミアムよるドラマ『ダブルトーン〜2人のユミ〜』主題歌                                                       |
| 2013年 | 君とシチューを食べよう | ハウス食品「ハウスのシチュー」CMソング                                                                                         |
| 2014年 | 同じ空の下             | DANCE&MUSIC 熱血学園ドラマ『押忍!!ふんどし部! シーズン2 〜南海怒濤篇〜』主題歌                                                 |
| 2014年 | 東京                   | TBS系ドラマ 月曜ミステリーシアター『隠蔽捜査』主題歌                                                                           |
| 2014年 | リスタート             | TBS系火曜ドラマ『東京スカーレット〜警視庁NS係』オープニングテーマ                                                              |
| 2014年 | キラメキ               | フジテレビ系列 ノイタミナ テレビアニメ『四月は君の嘘』エンディングテーマ（2014年10月 - 12月クール分）                          |
| 2015年 | 大丈夫                 | TBS系木曜ドラマ『37.5℃の涙』主題歌                                                                                             |
| 2016年 | 歩み                   | テレビ東京系ドラマ24『侠飯〜おとこめし〜』エンディング曲                                                                       |
| 2016年 | 君なんだよ             | 映画『四月は君の嘘』挿入歌 |
| 2017年 | Ah!Oh!                 | NHK BSプレミアム ドラマ『この世にたやすい仕事はない』主題歌                                                                    |
| 2017年 | スマイル               | ジャストシステム 通信教育教材「スマイルゼミ」 CMソング                                                                         |
| 2019年 | 空に笑えば             | フジテレビ系情報番組『めざましテレビ』内コーナー『日本つながるプロジェクト』2nd season「アスリート47人はじまりの地」応援ソング |
| 2019年 | Baton                  | テレビ東京系ドラマBiz『ハル〜総合商社の女〜』主題歌                                                                            |
| 2020年 | フレンズ               | フジテレビノイタミナ枠 『うちタマ?! 〜うちのタマ知りませんか?〜』オープニング・テーマ                                          |
| 2020年 | 歌にするから           | FUJIMAKI GROUP CMソング |
| 2021年 | あなたがいる           | フジテレビノイタミナ枠 『バクテン!!』エンディング・テーマ                                                                      |
| 2022年 | トータス               | テレビ東京系ドラマ 『駐在刑事 Season 3』オープニング・テーマ                                                                   |
| 2022年 | インク                 | 関東地区Honda Cars CMソング |
| 2022年 | 恋だろ                 | フジテレビ系木曜劇場『やんごとなき一族』挿入歌                                                                                 |
| 2022年 | 僕らの一歩             | 映画『バクテン!!』主題歌 |
| 2022年 | Come on!! Kome!!       | 『しまじろうのわお!』番組内楽曲                                                                                                |
| 2023年 | ジグソーパズル         | 日本テレビ系列「こどもday」キャンペーンソング                                                                                  |
| 2023年 | リバイバル feat. asmi  | フジテレビ系情報番組『めざましどようび』テーマソング                                                                           |
| 2023年 | まぶたを閉じれば       | 『NHKみんなのうた』2023年10月 - 11月放送楽曲。                                                                                 |
| 2024年 | 春を背中に             | 「ルナつくば陣場 クルムフィールド」CMソング                                                                                    |
| 2024年 | 愛は薬                 | テレビアニメ『薬屋のひとりごと』第2クール エンディングテーマ                                                                   |
| 2024年 | OKワード               | TBS系『王様のブランチ』テーマソング                                                                                            |
| 2024年 | どんな小さな           | 日本テレビ系土ドラ9『放課後カルテ』主題歌                                                                                      |
| 2025年 | Ears                   | FMヨコハマ 開局40周年アニバーサリーソング                                                                                      |

## 楽曲提供
| リリース       | 楽曲名                        | 歌手名                                                                              | 収録作品                         | 参加形態                                                 | 備考 |
| -------------- | ----------------------------- | ----------------------------------------------------------------------------------- | -------------------------------- | -------------------------------------------------------- | --- |
| 2015年7月15日  | TAXI                          | 藤木直人                                                                            | ミニアルバム『1989』             | 作詞・作曲：橋口洋平                                     | |
| 2015年8月1日   | 若葉ラバー                    | 中谷優心                                                                            | ミニアルバム『20』               | 作詞：橋口洋平                                           | |
| 2016年8月1日   | サマーシャワー                | 中谷優心                                                                            | ミニアルバム『CANDY KISS』       | 作詞：橋口洋平                                           | |
| 2019年6月19日  | 夢の答え                      | 藤木直人                                                                            | アルバム『20th -Grown Boy-』     | 作詞・作曲：橋口洋平                                     | |
| 2020年2月5日   | あなたの彼女じゃないんだね    | 上野優華                                                                            | デジタル配信楽曲                 | 作詞・作曲：橋口洋平                                     | ミニアルバム『今夜あたしが泣いても』の先行配信楽曲。 |
| 2020年12月16日 | ナイモノネダリ                | Hey! Say! JUMP                                                                      | アルバム『Fab! -Music speaks.-』 | 作詞・作曲：橋口洋平、編曲：wacci                        | 演奏にwacciが参加。 |
| 2020年12月22日 | Be my lover                   | EUPHORIA                                                                            | デジタル配信楽曲                 | 作詞：橋口洋平                                           | 2021年2月17日発売シングルの先行配信楽曲。 |
| 2021年1月20日  | 瞬間                          | TFG                                                                                 | デジタル配信楽曲                 | 作詞・作曲：橋口洋平、編曲：wacci                        | 演奏にwacciが参加。アルバム『vacaTion』の先行配信楽曲。 |
| 2021年4月28日  | コンコース                    | MARiA                                                                               | デジタル配信楽曲                 | 作詞・作曲：橋口洋平                                     | アルバム『うたものがたり』の先行配信楽曲。 |
| 2021年8月25日  | 七色                          | 松浦航大                                                                            | デジタル配信楽曲                 | 作詞・作曲：橋口洋平                                     | |
| 2021年9月3日   | 赤い糸                        | 天月-あまつき-                                                                      | デジタル配信楽曲                 | 作詞・作曲：橋口洋平                                     | 演奏に小野・横山が参加。 |
| 2021年10月27日 | 君に恋をしてから              | C.I.A.                                                                              | アルバム『超ALBUM』              | 作詞・作曲：橋口洋平、編曲：wacci                        | 演奏にwacciが参加。 |
| 2021年11月1日  | 鏡                            | V6                                                                                  | 映像作品『WANDERER』             | 作詞・作曲：橋口洋平、編曲：wacci                        | 演奏にwacciが参加。 ファンクラブ向けに開設された仮想空間「V-Land」にて配信された映像作品にて披露された楽曲。 2022年4月13日発売の映像作品『LIVE TOUR V6 groove』の特典で初音源化。             |
| 2021年11月17日 | それでも                      | 吉田山田                                                                            | デジタル配信楽曲                 | 作詞・作曲：吉田山田・橋口洋平、編曲：小野裕基、吉田山田 | 演奏にwacciが参加。アルバム『愛された記憶』の先行配信楽曲。 |
| 2022年2月2日   | 光                            | 鈴木愛理                                                                            | アルバム『26/27』                | 作詞・作曲：橋口洋平                                     | 2021年10月13日に日本武道館にて開催されたライブにて披露された楽曲。 アルバム『26/27』には、同公演での音源が収録され、2024年発売のアルバム『28/29』には、レコーディングされた音源が収録された。 |
| 2022年3月4日   | じゃないほう                  | 高城れに                                                                            | デジタル配信楽曲                 | 作詞・作曲：橋口洋平、編曲：村中慧慈                     | 演奏にwacciが参加。 |
| 2022年3月9日   | 涙腺                          | ジャニーズWEST                                                                      | アルバム『Mixed Juice』          | 作詞・作曲：橋口洋平、編曲：村中慧慈・因幡始             | 演奏にwacciが参加。 |
| 2022年6月1日   | 私にして                      | 門脇更紗                                                                            | デジタル配信楽曲                 | 作詞：橋口洋平                                           | |
| 2022年7月13日  | Birthday                      | 藤木直人                                                                            | ミニアルバム『L -fifty-』        | 作詞・作曲：橋口洋平                                     | 演奏にwacciが参加。 |
| 2022年11月4日  | あなたなんか                  | nagatani                                                                            | アルバム『はんめ。』             | 作詞・作曲：橋口洋平                                     | |
| 2023年1月23日  | 恋                            | Uru                                                                                 | デジタル配信楽曲                 | 作詞・作曲：橋口洋平                                     | アルバム『コントラスト』の先行配信楽曲。 |
| 2023年2月15日  | Uncover                       | Pipping Hot                                                                         |                                  | 作詞・作曲：橋口洋平                                     | |
| 2023年4月12日  | 言葉にすれば                  | 鈴木雅之                                                                            | アルバム『SOUL NAVIGATION』      | 作詞・作曲：橋口洋平                                     | |
| 2023年5月10日  | ユニーク                      | AARON                                                                               | デジタル配信楽曲                 | 作詞：橋口洋平                                           | |
| 2023年5月10日  | 鏡よ鏡                        | 藤田麻衣子                                                                          | デジタル配信楽曲                 | 作詞・作曲：橋口洋平                                     | アルバム『Color』の先行配信楽曲。 |
| 2023年5月24日  | 美女と野獣                    | 藤田麻衣子                                                                          | アルバム『Color』                | 作詞・作曲：橋口洋平                                     | |
| 2023年6月14日  | あかり                        | THE BEAT GARDEN                                                                     | アルバム『Bell』                 | 作詞・作曲：橋口洋平                                     | |
| 2023年6月16日  | 伝言                          | キノシタ書店（歌唱：コロモ）                                                        | YouTube公開楽曲                  | 作詞・作曲：橋口洋平、編曲：村中慧慈                     | おうたのえほん”をテーマにしたYouTubeチャンネル「キノシタ書店」にて公開。 |
| 2023年7月18日  | レッスン                      | Anonymouz                                                                           | デジタル配信楽曲                 | 作詞・作曲：橋口洋平                                     | |
| 2023年8月2日   | HOPE TO THE FUTURE 〜未来へ〜 | COMEFES PROJECT（2023年参加アーティスト：JUNNA、松下洸平、琴音、橋口洋平（wacci）） | 「⻑岡まつり大花火大会」にて披露 | 作曲：橋口洋平、編曲 島田昌典・因幡始                    | 演奏にwacciが参加。音源化はされていない。 |
| 2023年8月30日  | 好きな人                      | AARON                                                                               | デジタル配信楽曲                 | 作詞：橋口洋平                                           | |
| 2024年3月6日   | 花束                          | arban & crhug                                                                       | デジタル配信楽曲                 | 作詞・作曲：橋口洋平、編曲：小野裕基                     | ABEMAの番組『今日、好きになりました。』内プロジェクトの楽曲。 |
| 2024年3月13日  | あじわい                      | WEST.                                                                               | ベストアルバム『AWARD』          | 作詞・作曲：橋口洋平、編曲：因幡始                       | |
| 2024年4月2日   | 丸                            | 工藤静香                                                                            | デジタル配信楽曲                 | 作詞・作曲：橋口洋平                                     | |
| 2024年6月22日  | 霙                            | 工藤静香                                                                            | デジタル配信楽曲                 | 作詞・作曲：橋口洋平、編曲：村中慧慈                     | アルバム『明鏡止水』の先行配信楽曲。 |
| 2025年7月9日   | わかれうた ほうせんか         | 工藤静香                                                                            | アルバム『Love Paradox』         | 編曲：村中慧慈                                           | 中島みゆきカバーアルバムの収録楽曲2曲に、編曲・演奏で参加。 |

## メディア出演
※レギュラー出演・単独出演のみ

### テレビ
- チャンネルNECO presents wacci 10th Anniversary Special LIVE（2020年1月28日、チャンネルNECO）
- Documentary of wacci（〈前編〉2020年2月17日 / 〈後編〉：2020年3月23日、チャンネルNECO）
- wacci Streaming Live Tour 2020 Final 「with YOU」（2020年12月21日、チャンネルNECO）
- wacci Special Live -Love Song Selection-（2021年2月22日、チャンネルNECO）
- wacci Live at 日本武道館 2021 〜YOUdience〜wacci Music Video Collection & Special Message（2022年1月23日、WOWOWプラス）
- wacci Hall Tour 2022 〜Boost!〜（2023年1月7日、WOWOWプラス）

### ラジオ
| 番組名                                                       | 放送局     | 期間                              | 備考           |
| ------------------------------------------------------------ | ---------- | --------------------------------- | -------------- |
| YOKOHAMA RADIO APARTMENT 『wacciのドア開いてます!』          | FMヨコハマ | 2012年4月2日 - 2015年3月30日      | 橋口・村中のみ |
| FM OSAKA E∞Tracks Selection『wacci の ワッチャゴナドゥ!?』   | FM OSAKA   | 2014年7月2日 - 12月31日 ※隔週放送 | 橋口のみ       |
| YOKOHAMA RADIO APARTMENT 『wacci 橋口洋平のドア開けてます!』 | FMヨコハマ | 2015年4月6日 - 放送中             | 橋口のみ       |
| wacciの「LIVE!LIVE!LIVE!」                                   | ラジオ3 他 | 2015年4月7日 - 放送中             |                |
| wacciの阿波っちアワー                                        | FM徳島     | 2018年4月27日 - 放送中            |                |

### Podcast
- ホリエアツシと橋口洋平のgo-show（2025年1月10日 - 配信中 ※橋口のみ）

### 雑誌
- 『WHAT's IN?』内連載「クール追求便」（2013年7月号 - 2016年3月号 ※橋口のみ）

## ライブ

### ワンマンライブ
| 名前 | 公演日                                         | 会場                                                        |
| --- | ---------------------------------------------- | ----------------------------------------------------------- |
| wacci presents 君とシェア 〜ワンマンライブでこんばんワッチ!〜                                           | 2012年11月15日                                 | 渋谷 WWW                                                    |
| wacci presents 君とシェア 〜春爛漫! ワンマンライブでヨイヨイヨイ!〜                                     | 2013年4月14日                                  | 渋谷 O-WEST                                                 |
| 夏休み! 青春18わっちツアーファイナル「君の夏はどこなの? ここでSHOW!」                                   | 2013年9月14日                                  | 渋谷 CLUB QUATTRO                                           |
| あっち、こっち、そっち、わっちツアー 2014 春 〜ワンマンツアーでこんばんわっち!〜                        | 2014年4月20日                                  | 仙台 enn 2nd                                                |
| あっち、こっち、そっち、わっちツアー 2014 春 〜ワンマンツアーでこんばんわっち!〜                        | 2014年4月26日                                  | 福岡 ROOMS                                                  |
| あっち、こっち、そっち、わっちツアー 2014 春 〜ワンマンツアーでこんばんわっち!〜                        | 2014年4月27日                                  | 広島 Live JUKE                                              |
| あっち、こっち、そっち、わっちツアー 2014 春 〜ワンマンツアーでこんばんわっち!〜                        | 2014年5月3日                                   | 名古屋 ell.SIZE                                             |
| あっち、こっち、そっち、わっちツアー 2014 春 〜ワンマンツアーでこんばんわっち!〜                        | 2014年5月4日                                   | 大阪 Pangea                                                 |
| あっち、こっち、そっち、わっちツアー 2014 春 〜ワンマンツアーでこんばんわっち!〜                        | 2014年5月6日                                   | 渋谷 TSUTAYA O-EAST                                         |
| あっち、こっち、そっち、わっちツアー 2014 冬 〜あわてんぼうのこんばんわっち! クリスマス前にやってきた〜 | 2014年11月30日                                 | 仙台 enn 2nd                                                |
| あっち、こっち、そっち、わっちツアー 2014 冬 〜あわてんぼうのこんばんわっち! クリスマス前にやってきた〜 | 2014年12月2日                                  | 名古屋 ell.FITS ALL                                         |
| あっち、こっち、そっち、わっちツアー 2014 冬 〜あわてんぼうのこんばんわっち! クリスマス前にやってきた〜 | 2014年12月4日                                  | 福岡 Gate’s7                                                |
| あっち、こっち、そっち、わっちツアー 2014 冬 〜あわてんぼうのこんばんわっち! クリスマス前にやってきた〜 | 2014年12月7日                                  | 岡山 MO:GLA                                                 |
| あっち、こっち、そっち、わっちツアー 2014 冬 〜あわてんぼうのこんばんわっち! クリスマス前にやってきた〜 | 2014年12月9日                                  | 大阪 Shangri-La                                             |
| あっち、こっち、そっち、わっちツアー 2014 冬 〜あわてんぼうのこんばんわっち! クリスマス前にやってきた〜 | 2014年12月14日                                 | 渋谷 AiiA Theater Tokyo                                     |
| wacciのホワイトデーだし感謝祭！                                                                         | 2015年3月7日                                   | 京都 SOLE CAFE                                              |
| wacciのホワイトデーだし感謝祭！                                                                         | 2015年3月14日                                  | 下北沢 風知空知                                             |
| あっち、こっち、そっち、わっちツアー 2015 春 〜眺めたい景色をたずねて さあ千里!〜                       | 2015年4月25日                                  | 横浜 BAYSIS                                                 |
| あっち、こっち、そっち、わっちツアー 2015 春 〜眺めたい景色をたずねて さあ千里!〜                       | 2015年5月2日                                   | 大阪 Music Club JANUS                                       |
| あっち、こっち、そっち、わっちツアー 2015 春 〜眺めたい景色をたずねて さあ千里!〜                       | 2015年5月3日                                   | 名古屋 E.L.L.                                               |
| あっち、こっち、そっち、わっちツアー 2015 春 〜眺めたい景色をたずねて さあ千里!〜                       | 2015年5月10日                                  | 仙台 HooK SENDAI                                            |
| あっち、こっち、そっち、わっちツアー 2015 春 〜眺めたい景色をたずねて さあ千里!〜                       | 2015年5月16日                                  | 岡山 MO:GLA                                                 |
| あっち、こっち、そっち、わっちツアー 2015 春 〜眺めたい景色をたずねて さあ千里!〜                       | 2015年5月17日                                  | 福岡 Gate's7                                                |
| あっち、こっち、そっち、わっちツアー 2015 春 〜眺めたい景色をたずねて さあ千里!〜                       | 2015年5月24日                                  | 恵比寿ガーデンホール                                        |
| wacci 360°Premium LIVE 〜どこから見てもこんばん輪っち!〜                                                | 2015年6月28日                                  | 代官山LOOP                                                  |
| あっち、こっち、そっち、わっちツアー 2015 冬〜涙を流した君にしか 浮かべられない笑顔がある〜             | 2015年11月15日                                 | 横浜 PREMIERE HALL                                          |
| あっち、こっち、そっち、わっちツアー 2015 冬〜涙を流した君にしか 浮かべられない笑顔がある〜             | 2015年11月21日                                 | 福岡 BEAT STATION                                           |
| あっち、こっち、そっち、わっちツアー 2015 冬〜涙を流した君にしか 浮かべられない笑顔がある〜             | 2015年11月22日                                 | 岡山 CRAZYMAMA KINGDOM                                      |
| あっち、こっち、そっち、わっちツアー 2015 冬〜涙を流した君にしか 浮かべられない笑顔がある〜             | 2015年12月6日                                  | 仙台 enn 2nd                                                |
| あっち、こっち、そっち、わっちツアー 2015 冬〜涙を流した君にしか 浮かべられない笑顔がある〜             | 2015年12月13日                                 | 名古屋 CLUB QUATTRO                                         |
| あっち、こっち、そっち、わっちツアー 2015 冬〜涙を流した君にしか 浮かべられない笑顔がある〜             | 2015年12月23日                                 | 梅田 CLUB QUATTRO                                           |
| あっち、こっち、そっち、わっちツアー 2015 冬〜涙を流した君にしか 浮かべられない笑顔がある〜             | 2015年12月26日                                 | 恵比寿ガーデンホール                                        |
| 寄り道ワンマンライブ in 金沢 〜約束通り帰ってきたよ アコースティック特別編〜 遊びにきまっし金沢へ!      | 2015年12月5日                                  | 金沢もっきりや                                              |
| wacci ワンマンライブ in 福岡 〜山口さんがやってもいいって言ってくれたから〜                             | 2016年2月27日                                  | 福岡 ROOMS                                                  |
| wacci ワンマンライブ in 仙台 〜三井さんが[静かめなら]やってもいいって言ってくれたから〜                 | 2016年3月5日                                   | 仙台 ティーラウンジ ルフラン                                |
| wacci ワンマンライブ 「SOLE CAFEなら大丈夫」って書いてあったから                                        | 2016年3月12日                                  | 京都 SOLE CAFE                                              |
| wacci ワンマンライブ in 岡山 〜高橋さんがやってもいいって言ってくれたから〜                             | 2016年3月13日                                  | 岡山 CRAZYMAMA KINGDOM                                      |
| wacci ワンマンライブ in 大阪 〜田中さんがやってもいいって言ってくれたから〜                             | 2016年3月19日                                  | 大阪 梅田シャングリラ                                       |
| wacci ワンマンライブ in 名古屋 〜佐藤さんがやってもいいって言ってくれたから〜                           | 2016年3月27日                                  | 名古屋 スペードボックス                                     |
| wacci ワンマンライブ 春はクアトロ。花よりライブ!! wacciワンマンどうでshow!?                             | 2016年4月24日                                  | 渋谷 CLUB QUATTRO                                           |
| あっち、こっち、そっち、わっちツアー 2016 夏 〜土日祝には ウキ雨季 waccin'♪〜                           | 2016年5月29日                                  | 横浜市教育会館                                              |
| あっち、こっち、そっち、わっちツアー 2016 夏 〜土日祝には ウキ雨季 waccin'♪〜                           | 2016年6月4日                                   | 神戸 ジーベックホール                                       |
| あっち、こっち、そっち、わっちツアー 2016 夏 〜土日祝には ウキ雨季 waccin'♪〜                           | 2016年6月11日                                  | 福岡 BEAT STATION                                           |
| あっち、こっち、そっち、わっちツアー 2016 夏 〜土日祝には ウキ雨季 waccin'♪〜                           | 2016年6月12日                                  | 長崎 DRUM Be-7                                              |
| あっち、こっち、そっち、わっちツアー 2016 夏 〜土日祝には ウキ雨季 waccin'♪〜                           | 2016年6月19日                                  | 高知 X-pt.                                                  |
| あっち、こっち、そっち、わっちツアー 2016 夏 〜土日祝には ウキ雨季 waccin'♪〜                           | 2016年6月25日                                  | 大阪 HEP HALL                                               |
| あっち、こっち、そっち、わっちツアー 2016 夏 〜土日祝には ウキ雨季 waccin'♪〜                           | 2016年6月26日                                  | 名古屋 E.L.L.                                               |
| あっち、こっち、そっち、わっちツアー 2016 夏 〜土日祝には ウキ雨季 waccin'♪〜                           | 2016年7月2日                                   | 岡山 CRAZYMAMA KINGDOM                                      |
| あっち、こっち、そっち、わっちツアー 2016 夏 〜土日祝には ウキ雨季 waccin'♪〜                           | 2016年7月3日                                   | 金沢 gateBlack                                              |
| あっち、こっち、そっち、わっちツアー 2016 夏 〜土日祝には ウキ雨季 waccin'♪〜                           | 2016年7月9日                                   | 新潟 Live House 柳都SHOW!CASE!!                             |
| あっち、こっち、そっち、わっちツアー 2016 夏 〜土日祝には ウキ雨季 waccin'♪〜                           | 2016年7月10日                                  | 仙台 HOOK                                                   |
| あっち、こっち、そっち、わっちツアー 2016 夏 〜土日祝には ウキ雨季 waccin'♪〜                           | 2016年7月18日                                  | 品川 ステラボール                                           |
| wacci アルバムリリース記念 関東全県ツアー 〜関東ドラマチック〜                                          | 2016年9月3日                                   | HEAVEN'S ROCK さいたま新都心                                |
| wacci アルバムリリース記念 関東全県ツアー 〜関東ドラマチック〜                                          | 2016年9月11日                                  | 前橋 DYVER                                                  |
| wacci アルバムリリース記念 関東全県ツアー 〜関東ドラマチック〜                                          | 2016年9月19日                                  | 水戸 LIGHT HOUSE                                            |
| wacci アルバムリリース記念 関東全県ツアー 〜関東ドラマチック〜                                          | 2016年9月22日                                  | Live House 浜松窓枠                                         |
| wacci アルバムリリース記念 関東全県ツアー 〜関東ドラマチック〜                                          | 2016年9月24日                                  | club Lizard YOKOHAMA                                        |
| wacci アルバムリリース記念 関東全県ツアー 〜関東ドラマチック〜                                          | 2016年9月25日                                  | 甲府 KAZOO HALL                                             |
| wacci アルバムリリース記念 関東全県ツアー 〜関東ドラマチック〜                                          | 2016年10月1日                                  | 宇都宮 HELLO DOLLY                                          |
| wacci アルバムリリース記念 関東全県ツアー 〜関東ドラマチック〜                                          | 2016年10月2日                                  | 柏 DOMe                                                     |
| wacci アルバムリリース記念 関東全県ツアー 〜関東ドラマチック〜                                          | 2016年10月8日                                  | duo music exchange                                          |
| 360°ワンマンライブ 〜パノラマドラマチック〜                                                             | 2016年9月10日                                  | 名古屋 ell FITSALL                                          |
| 360°ワンマンライブ 〜パノラマドラマチック〜                                                             | 2016年9月15日                                  | OSAKA MUSE                                                  |
| あっち、こっち、そっち、わっちツアー 2016-2017 冬 〜日常ドラマチック〜                                  | 2016年11月13日                                 | 藤原洋記念ホール                                            |
| あっち、こっち、そっち、わっちツアー 2016-2017 冬 〜日常ドラマチック〜                                  | 2016年11月19日                                 | Kobe SLOPE                                                  |
| あっち、こっち、そっち、わっちツアー 2016-2017 冬 〜日常ドラマチック〜                                  | 2016年11月20日                                 | SOLE CAFE                                                   |
| あっち、こっち、そっち、わっちツアー 2016-2017 冬 〜日常ドラマチック〜                                  | 2016年12月4日                                  | 札幌スクールオブミュージック＆ダンス専門学校                |
| あっち、こっち、そっち、わっちツアー 2016-2017 冬 〜日常ドラマチック〜                                  | 2016年12月11日                                 | 仙台 MACANA                                                 |
| あっち、こっち、そっち、わっちツアー 2016-2017 冬 〜日常ドラマチック〜                                  | 2016年12月17日                                 | X-pt.                                                       |
| あっち、こっち、そっち、わっちツアー 2016-2017 冬 〜日常ドラマチック〜                                  | 2016年12月18日                                 | CRAZYMAMA KINGDOM                                           |
| あっち、こっち、そっち、わっちツアー 2016-2017 冬 〜日常ドラマチック〜                                  | 2017年1月7日                                   | 名古屋ダイアモンドホール                                    |
| あっち、こっち、そっち、わっちツアー 2016-2017 冬 〜日常ドラマチック〜                                  | 2017年1月8日                                   | umeda AKASO                                                 |
| あっち、こっち、そっち、わっちツアー 2016-2017 冬 〜日常ドラマチック〜                                  | 2017年1月20日                                  | LIVE JUKE                                                   |
| あっち、こっち、そっち、わっちツアー 2016-2017 冬 〜日常ドラマチック〜                                  | 2017年1月21日                                  | BEAT STATION                                                |
| あっち、こっち、そっち、わっちツアー 2016-2017 冬 〜日常ドラマチック〜                                  | 2017年1月22日                                  | DRUM be-7                                                   |
| あっち、こっち、そっち、わっちツアー 2016-2017 冬 〜日常ドラマチック〜                                  | 2017年1月28日                                  | CLUB RIVERST                                                |
| あっち、こっち、そっち、わっちツアー 2016-2017 冬 〜日常ドラマチック〜                                  | 2017年1月29日                                  | 金沢 vanvanV4                                               |
| あっち、こっち、そっち、わっちツアー 2016-2017 冬 〜日常ドラマチック〜                                  | 2017年2月4日                                   | 豊洲PIT                                                     |
| あっち、こっち、そっち、わっちツアー 2017 〜感情百景〜                                                  | 2017年5月25日                                  | 赤坂BLITZ                                                   |
| あっち、こっち、そっち、わっちツアー 2017 〜感情百景〜                                                  | 2017年6月3日                                   | umeda TRAD                                                  |
| あっち、こっち、そっち、わっちツアー 2017 〜感情百景〜                                                  | 2017年6月4日                                   | 紫明会館                                                    |
| あっち、こっち、そっち、わっちツアー 2017 〜感情百景〜                                                  | 2017年6月10日                                  | CLUB RIVERST                                                |
| あっち、こっち、そっち、わっちツアー 2017 〜感情百景〜                                                  | 2017年6月11日                                  | 前橋DYVER                                                   |
| あっち、こっち、そっち、わっちツアー 2017 〜感情百景〜                                                  | 2017年6月17日                                  | 仙台space Zero                                              |
| あっち、こっち、そっち、わっちツアー 2017 〜感情百景〜                                                  | 2017年6月25日                                  | DUCE SAPPORO                                                |
| あっち、こっち、そっち、わっちツアー 2017 〜感情百景〜                                                  | 2017年7月2日                                   | 横浜ランドマークホール                                      |
| あっち、こっち、そっち、わっちツアー 2017 〜感情百景〜                                                  | 2017年7月8日                                   | 名古屋ダイアモンドホール                                    |
| あっち、こっち、そっち、わっちツアー 2017 〜感情百景〜                                                  | 2017年7月9日                                   | LIVE JUKE                                                   |
| あっち、こっち、そっち、わっちツアー 2017 〜感情百景〜                                                  | 2017年7月15日                                  | LIVE HOUSE浜松窓枠                                          |
| あっち、こっち、そっち、わっちツアー 2017 〜感情百景〜                                                  | 2017年7月22日                                  | Kobe SLOPE                                                  |
| あっち、こっち、そっち、わっちツアー 2017 〜感情百景〜                                                  | 2017年7月23日                                  | 金沢vanvanV4                                                |
| あっち、こっち、そっち、わっちツアー 2017 〜感情百景〜                                                  | 2017年7月29日                                  | CRAZYMAMA KINGDOM                                           |
| あっち、こっち、そっち、わっちツアー 2017 〜感情百景〜                                                  | 2017年7月30日                                  | X-pt.                                                       |
| あっち、こっち、そっち、わっちツアー 2017 〜感情百景〜                                                  | 2017年8月5日                                   | DRUM Be-7                                                   |
| あっち、こっち、そっち、わっちツアー 2017 〜感情百景〜                                                  | 2017年8月6日                                   | DRUM LOGOS                                                  |
| あっち、こっち、そっち、わっちツアー 2017 〜感情百景〜                                                  | 2017年8月19日                                  | 品川インターシティホール                                    |
| あっち、こっち、そっち、わっちツアー 2017 〜感情百景〜                                                  | 2017年8月26日                                  | the five morioka                                            |
| あっち、こっち、そっち、わっちツアー 2017 〜感情百景〜                                                  | 2017年9月2日                                   | RISING HALL                                                 |
| あっち、こっち、そっち、わっちツアー 2017 〜感情百景〜                                                  | 2017年9月3日                                   | BEXX YONAGO                                                 |
| あっち、こっち、そっち、わっちツアー 2017 〜感情百景〜                                                  | 2017年9月9日                                   | 福井CHOP                                                    |
| あっち、こっち、そっち、わっちツアー 2017 〜感情百景〜                                                  | 2017年9月10日                                  | LIVE HOUSE J                                                |
| あっち、こっち、そっち、わっちツアー 2017 〜感情百景〜                                                  | 2017年9月16日                                  | NEVER LAND                                                  |
| あっち、こっち、そっち、わっちツアー 2017 〜感情百景〜                                                  | 2017年9月17日                                  | club-G                                                      |
| あっち、こっち、そっち、わっちツアー 2017 〜感情百景〜                                                  | 2017年9月23日                                  | CAPARVO HALL                                                |
| あっち、こっち、そっち、わっちツアー 2017 〜感情百景〜                                                  | 2017年9月24日                                  | B.9 V2                                                      |
| あっち、こっち、そっち、わっちツアー 2017 〜感情百景〜                                                  | 2017年9月30日                                  | 松山サロンキティ                                            |
| あっち、こっち、そっち、わっちツアー 2017 〜感情百景〜                                                  | 2017年10月1日                                  | 高松DIME                                                    |
| あっち、こっち、そっち、わっちツアー 2017 〜感情百景〜                                                  | 2017年10月7日                                  | 鎌倉LOOP                                                    |
| あっち、こっち、そっち、わっちツアー 2017 〜感情百景〜                                                  | 2017年10月5日                                  | BLUE LIVE                                                   |
| あっち、こっち、そっち、わっちツアー 2017 〜感情百景〜                                                  | 2017年11月3日・11月4日                         | バナナホール                                                |
| あっち、こっち、そっち、わっちツアー 2017 〜感情百景〜                                                  | 2017年11月12日                                 | 仙台ルフラン                                                |
| あっち、こっち、そっち、わっちツアー 2017 〜感情百景〜                                                  | 2017年11月18日                                 | 名古屋E.L.L                                                 |
| あっち、こっち、そっち、わっちツアー 2017 〜感情百景〜                                                  | 2017年11月26日                                 | DRUM LOGOS                                                  |
| あっち、こっち、そっち、わっちツアー 2017 〜感情百景〜                                                  | 2017年12月10日                                 | パシフィコ横浜メインホール（会議センター）                  |
| wacci 360°ワンマンライブ 〜パノラマ百景〜 wacci荘会                                                     | 2018年1月13日                                  | umeda TRAD                                                  |
| wacci 360°ワンマンライブ 〜パノラマ百景〜 wacci荘会                                                     | 2018年1月27日                                  | 福岡ROOMS                                                   |
| wacci 360°ワンマンライブ 〜パノラマ百景〜 wacci荘会                                                     | 2018年2月12日                                  | 名古屋E.L.L.                                                |
| wacci アコースティックライブ                                                                            | 2018年1月14日                                  | 京都 SOLE CAFE                                              |
| wacci アコースティックライブ                                                                            | 2018年1月28日                                  | P.Paradise                                                  |
| wacci アコースティックライブ                                                                            | 2018年2月2日                                   | 城下公会堂                                                  |
| あっち、こっち、そっち、わっちツアー 2018 〜Wonderful Moments〜                                         | 2018年4月14日                                  | EX THEATER ROPPONGI                                         |
| あっち、こっち、そっち、わっちツアー 2018 〜Wonderful Moments〜                                         | 2018年4月28日                                  | CRAZYMAMA KINGDOM                                           |
| あっち、こっち、そっち、わっちツアー 2018 〜Wonderful Moments〜                                         | 2018年4月29日                                  | X-pt.                                                       |
| あっち、こっち、そっち、わっちツアー 2018 〜Wonderful Moments〜                                         | 2018年5月3日                                   | KRAPS HALL（札幌）                                          |
| あっち、こっち、そっち、わっちツアー 2018 〜Wonderful Moments〜                                         | 2018年5月4日                                   | MARUSEN函館                                                 |
| あっち、こっち、そっち、わっちツアー 2018 〜Wonderful Moments〜                                         | 2018年5月12日                                  | DRUM be-7                                                   |
| あっち、こっち、そっち、わっちツアー 2018 〜Wonderful Moments〜                                         | 2018年5月13日                                  | イムズホール                                                |
| あっち、こっち、そっち、わっちツアー 2018 〜Wonderful Moments〜                                         | 2018年5月19日                                  | 金沢vanvanV4                                                |
| あっち、こっち、そっち、わっちツアー 2018 〜Wonderful Moments〜                                         | 2018年5月20日                                  | GOLDENPIGS RED STAGE                                        |
| あっち、こっち、そっち、わっちツアー 2018 〜Wonderful Moments〜                                         | 2018年5月26日                                  | LIVE HOUSE浜松窓枠                                          |
| あっち、こっち、そっち、わっちツアー 2018 〜Wonderful Moments〜                                         | 2018年5月27日                                  | 紫明会館                                                    |
| あっち、こっち、そっち、わっちツアー 2018 〜Wonderful Moments〜                                         | 2018年6月2日                                   | BLUE LIVE                                                   |
| あっち、こっち、そっち、わっちツアー 2018 〜Wonderful Moments〜                                         | 2018年6月3日                                   | club GRINDHOUSE                                             |
| あっち、こっち、そっち、わっちツアー 2018 〜Wonderful Moments〜                                         | 2018年6月10日                                  | BIG CAT                                                     |
| あっち、こっち、そっち、わっちツアー 2018 〜Wonderful Moments〜                                         | 2018年6月16日・6月17日                         | 横浜ベイホール                                              |
| あっち、こっち、そっち、わっちツアー 2018 〜Wonderful Moments〜                                         | 2018年6月24日                                  | 名古屋ダイアモンドホール                                    |
| あっち、こっち、そっち、わっちツアー 2018 〜Wonderful Moments〜                                         | 2018年7月7日                                   | 仙台darwin                                                  |
| あっち、こっち、そっち、わっちツアー 2018 〜Wonderful Moments〜                                         | 2018年7月8日                                   | 仙台ルフラン                                                |
| あっち、こっち、そっち、わっちツアー 2018 〜Wonderful Moments〜                                         | 2018年7月16日                                  | 昭和女子大 人見記念講堂                                     |
| wacci 47都道府県ツアー 〜群青リフレイン〜                                                               | 2018年11月17日                                 | 豊洲PIT                                                     |
| wacci 47都道府県ツアー 〜群青リフレイン〜                                                               | 2018年11月22日                                 | 高松DIME                                                    |
| wacci 47都道府県ツアー 〜群青リフレイン〜                                                               | 2018年11月23日                                 | 松山サロンキティ                                            |
| wacci 47都道府県ツアー 〜群青リフレイン〜                                                               | 2018年11月25日                                 | 周南RISING HALL                                             |
| wacci 47都道府県ツアー 〜群青リフレイン〜                                                               | 2018年11月29日                                 | 長崎美術館                                                  |
| wacci 47都道府県ツアー 〜群青リフレイン〜                                                               | 2018年12月1日                                  | 福岡イムズホール                                            |
| wacci 47都道府県ツアー 〜群青リフレイン〜                                                               | 2018年12月2日                                  | 佐賀GEILS                                                   |
| wacci 47都道府県ツアー 〜群青リフレイン〜                                                               | 2018年12月6日                                  | 青森Quarter                                                 |
| wacci 47都道府県ツアー 〜群青リフレイン〜                                                               | 2018年12月8日                                  | Cafe&Deli MARUSEN                                           |
| wacci 47都道府県ツアー 〜群青リフレイン〜                                                               | 2018年12月9日                                  | 札幌放送芸術＆ミュージック・ダンス専門学校7F『LS-1』        |
| wacci 47都道府県ツアー 〜群青リフレイン〜                                                               | 2018年12月13日                                 | 音楽酒家 村門                                               |
| wacci 47都道府県ツアー 〜群青リフレイン〜                                                               | 2018年12月15日                                 | 長野LIVE HOUSE J                                            |
| wacci 47都道府県ツアー 〜群青リフレイン〜                                                               | 2018年12月16日                                 | HEAVEN'S ROCK さいたま新都心                                |
| wacci 47都道府県ツアー 〜群青リフレイン〜                                                               | 2018年12月20日                                 | 松江canova                                                  |
| wacci 47都道府県ツアー 〜群青リフレイン〜                                                               | 2018年12月22日                                 | BLUE LIVE 広島                                              |
| wacci 47都道府県ツアー 〜群青リフレイン〜                                                               | 2018年12月23日                                 | 米子laughs                                                  |
| wacci 47都道府県ツアー 〜群青リフレイン〜                                                               | 2019年1月6日                                   | 横浜 O-SITE                                                 |
| wacci 47都道府県ツアー 〜群青リフレイン〜                                                               | 2019年1月12日                                  | 名古屋ダイアモンドホール                                    |
| wacci 47都道府県ツアー 〜群青リフレイン〜                                                               | 2019年1月13日                                  | 滋賀U☆STONE                                                 |
| wacci 47都道府県ツアー 〜群青リフレイン〜                                                               | 2019年1月17日                                  | 高知Sha.la.la                                               |
| wacci 47都道府県ツアー 〜群青リフレイン〜                                                               | 2019年1月19日                                  | club GRINDHOUSE                                             |
| wacci 47都道府県ツアー 〜群青リフレイン〜                                                               | 2019年1月20日                                  | 神戸VARIT.                                                  |
| wacci 47都道府県ツアー 〜群青リフレイン〜                                                               | 2019年1月23日                                  | BLICK BLOCK                                                 |
| wacci 47都道府県ツアー 〜群青リフレイン〜                                                               | 2019年1月24日                                  | 早川倉庫                                                    |
| wacci 47都道府県ツアー 〜群青リフレイン〜                                                               | 2019年1月26日                                  | 宮崎SR BOX                                                  |
| wacci 47都道府県ツアー 〜群青リフレイン〜                                                               | 2019年1月27日                                  | 鹿児島CAPARVOホール                                         |
| wacci 47都道府県ツアー 〜群青リフレイン〜                                                               | 2019年2月2日                                   | LIVE HOUSE 浜松窓枠                                         |
| wacci 47都道府県ツアー 〜群青リフレイン〜                                                               | 2019年2月3日                                   | 紫明会館                                                    |
| wacci 47都道府県ツアー 〜群青リフレイン〜                                                               | 2019年2月7日                                   | 高崎 club FLEEZ                                             |
| wacci 47都道府県ツアー 〜群青リフレイン〜                                                               | 2019年2月9日                                   | 甲府KAZOO HALL                                              |
| wacci 47都道府県ツアー 〜群青リフレイン〜                                                               | 2019年2月10日                                  | 柏PALOOZA                                                   |
| wacci 47都道府県ツアー 〜群青リフレイン〜                                                               | 2019年2月16日                                  | BIGCAT                                                      |
| wacci 47都道府県ツアー 〜群青リフレイン〜                                                               | 2019年2月17日                                  | 和歌山CLUB GATE                                             |
| wacci 47都道府県ツアー 〜群青リフレイン〜                                                               | 2019年2月21日                                  | 郡山CLUB#9                                                  |
| wacci 47都道府県ツアー 〜群青リフレイン〜                                                               | 2019年2月23日                                  | 仙台darwin                                                  |
| wacci 47都道府県ツアー 〜群青リフレイン〜                                                               | 2019年2月24日                                  | 秋田LIVE SPOT2000                                           |
| wacci 47都道府県ツアー 〜群青リフレイン〜                                                               | 2019年3月2日                                   | GOLDENPIGS RED STAGE                                        |
| wacci 47都道府県ツアー 〜群青リフレイン〜                                                               | 2019年3月3日                                   | HEAVEN'S ROCK Utsunomiya                                    |
| wacci 47都道府県ツアー 〜群青リフレイン〜                                                               | 2019年3月7日                                   | 水戸LIGHT HOUSE                                             |
| wacci 47都道府県ツアー 〜群青リフレイン〜                                                               | 2019年3月9日                                   | the five morioka                                            |
| wacci 47都道府県ツアー 〜群青リフレイン〜                                                               | 2019年3月10日                                  | 山形ミュージック昭和Session                                 |
| wacci 47都道府県ツアー 〜群青リフレイン〜                                                               | 2019年3月16日                                  | output                                                      |
| wacci 47都道府県ツアー 〜群青リフレイン〜                                                               | 2019年3月21日                                  | 岡山CRAZYMAMA KINGDOM                                       |
| wacci 47都道府県ツアー 〜群青リフレイン〜                                                               | 2019年3月23日                                  | 福井HALL BEE                                                |
| wacci 47都道府県ツアー 〜群青リフレイン〜                                                               | 2019年3月24日                                  | 金沢vanvanV4                                                |
| wacci 47都道府県ツアー 〜群青リフレイン〜                                                               | 2019年3月28日                                  | 奈良NEVER LAND                                              |
| wacci 47都道府県ツアー 〜群青リフレイン〜                                                               | 2019年3月30日                                  | 岐阜CLUB-G                                                  |
| wacci 47都道府県ツアー 〜群青リフレイン〜                                                               | 2019年3月31日                                  | 鈴鹿VOICE HALL                                              |
| wacci 47都道府県ツアー 〜群青リフレイン〜                                                               | 2019年4月6日                                   | 神奈川県民ホール（大ホール）                                |
| wacci荘会                                                                                               | 2019年6月23日                                  | 大阪TRAD                                                    |
| wacci荘会                                                                                               | 2019年7月7日                                   | 福岡 言の波                                                 |
| wacci荘会                                                                                               | 2019年7月20日                                  | 名古屋E.L.L                                                 |
| wacci 1府1県ツアー 〜静岡リフレイン〜／〜京都リフレイン〜                                               | 2019年7月25日                                  | LIVE HOUSE浜松窓枠                                          |
| wacci 1府1県ツアー 〜静岡リフレイン〜／〜京都リフレイン〜                                               | 2019年7月27日                                  | 紫明会館                                                    |
| wacci 47都道府県ツアー 2019-20 〜Empathy〜 アコースティックツアー                                       | 2019年10月19日                                 | THE GRAND HALL                                              |
| wacci 47都道府県ツアー 2019-20 〜Empathy〜 アコースティックツアー                                       | 2019年10月20日                                 | 岐阜club-G                                                  |
| wacci 47都道府県ツアー 2019-20 〜Empathy〜 アコースティックツアー                                       | 2019年10月25日                                 | 長野CLUB JUNK BOX                                           |
| wacci 47都道府県ツアー 2019-20 〜Empathy〜 アコースティックツアー                                       | 2019年11月1日                                  | ボトムライン                                                |
| wacci 47都道府県ツアー 2019-20 〜Empathy〜 アコースティックツアー                                       | 2019年11月3日                                  | KYOTO MUSE                                                  |
| wacci 47都道府県ツアー 2019-20 〜Empathy〜 アコースティックツアー                                       | 2019年11月8日                                  | DRUM LOGOS                                                  |
| wacci 47都道府県ツアー 2019-20 〜Empathy〜 アコースティックツアー                                       | 2019年11月10日                                 | 松山キティホール                                            |
| チャンネルNECO presents wacci 10th Anniversary Special Live                                             | 2019年11月29日                                 | 横浜関内ホール（大ホール）                                  |
| wacci 47都道府県ツアー 2019-20 〜Empathy〜 ライブハウスツアー                                           | 2019年12月1日                                  | HEAVEN'S ROCK さいたま新都心                                |
| wacci 47都道府県ツアー 2019-20 〜Empathy〜 ライブハウスツアー                                           | 2019年12月7日                                  | 岡山CRAZYMAMA KINGDOM                                       |
| wacci 47都道府県ツアー 2019-20 〜Empathy〜 ライブハウスツアー                                           | 2019年12月8日                                  | 松江canova                                                  |
| wacci 47都道府県ツアー 2019-20 〜Empathy〜 ライブハウスツアー                                           | 2019年12月14日                                 | 山形ミュージック昭和SESSION                                 |
| wacci 47都道府県ツアー 2019-20 〜Empathy〜 ライブハウスツアー                                           | 2019年12月15日                                 | 郡山HIPSHOT JAPAN                                           |
| wacci 47都道府県ツアー 2019-20 〜Empathy〜 ライブハウスツアー                                           | 2019年12月21日                                 | 松阪M’AXA                                                   |
| wacci 47都道府県ツアー 2019-20 〜Empathy〜 ライブハウスツアー                                           | 2019年12月22日                                 | 福井響のホール                                              |
| wacci 47都道府県ツアー 2019-20 〜Empathy〜 ライブハウスツアー                                           | 2019年12月28日                                 | LIVE ROXY SHIZUOKA                                          |
| wacci 47都道府県ツアー 2019-20 〜Empathy〜 ライブハウスツアー                                           | 2020年1月11日                                  | 那覇 桜坂セントラル                                         |
| wacci 47都道府県ツアー 2019-20 〜Empathy〜 ライブハウスツアー                                           | 2020年1月16日                                  | DRUM Be-0                                                   |
| wacci 47都道府県ツアー 2019-20 〜Empathy〜 ライブハウスツアー                                           | 2020年1月18日                                  | 佐賀GEILS                                                   |
| wacci 47都道府県ツアー 2019-20 〜Empathy〜 ライブハウスツアー                                           | 2020年1月19日                                  | DRUM Be-7                                                   |
| wacci 47都道府県ツアー 2019-20 〜Empathy〜 ライブハウスツアー                                           | 2020年1月25日                                  | 神戸VARIT.                                                  |
| wacci 47都道府県ツアー 2019-20 〜Empathy〜 ライブハウスツアー                                           | 2020年1月26日                                  | 滋賀U★STONE                                                 |
| wacci 47都道府県ツアー 2019-20 〜Empathy〜 ライブハウスツアー                                           | 2020年2月1日                                   | 甲府KAZOO HALL                                              |
| wacci 47都道府県ツアー 2019-20 〜Empathy〜 ライブハウスツアー                                           | 2020年2月2日                                   | 柏PALOOZA                                                   |
| wacci 47都道府県ツアー 2019-20 〜Empathy〜 ライブハウスツアー                                           | 2020年2月8日                                   | 和歌山CLUB GATE                                             |
| wacci 47都道府県ツアー 2019-20 〜Empathy〜 ライブハウスツアー                                           | 2020年2月9日                                   | 奈良NEVERLAND                                               |
| wacci 47都道府県ツアー 2019-20 〜Empathy〜 ライブハウスツアー                                           | 2020年2月11日                                  | HEAVEN'S ROCK Utsunomiya                                    |
| wacci 47都道府県ツアー 2019-20 〜Empathy〜 ライブハウスツアー                                           | 2020年2月15日                                  | 高知X-pt.                                                   |
| wacci 47都道府県ツアー 2019-20 〜Empathy〜 ライブハウスツアー                                           | 2020年2月16日                                  | 高松DIME                                                    |
| wacci 47都道府県ツアー 2019-20 〜Empathy〜 ライブハウスツアー                                           | 2020年2月20日                                  | 熊本B.9 V1                                                  |
| wacci 47都道府県ツアー 2019-20 〜Empathy〜 ライブハウスツアー                                           | 2020年2月22日                                  | 鹿児島CAPARVO ホール                                        |
| wacci 47都道府県ツアー 2019-20 〜Empathy〜 ライブハウスツアー                                           | 2020年2月23日                                  | 宮崎SR BOX                                                  |
| wacci 47都道府県ツアー 2019-20 〜Empathy〜 ライブハウスツアー                                           | 2020年2月29日 → 2020年7月4日                   | 広島クラブクアトロ                                          |
| wacci 47都道府県ツアー 2019-20 〜Empathy〜 ライブハウスツアー                                           | 2020年3月1日 → 2020年6月27日                   | club GRINDHOUSE                                             |
| wacci 47都道府県ツアー 2019-20 〜Empathy〜 ライブハウスツアー                                           | 2020年3月5日 → 2020年6月5日                    | CLUB CITTA`                                                 |
| wacci 47都道府県ツアー 2019-20 〜Empathy〜 ライブハウスツアー                                           | 2020年3月7日 → 2020年6月23日                   | 水戸LIGHT HOUSE                                             |
| wacci 47都道府県ツアー 2019-20 〜Empathy〜 ライブハウスツアー                                           | 2020年3月8日 → 2020年6月10日                   | 高崎 club FLEEZ                                             |
| wacci 47都道府県ツアー 2019-20 〜Empathy〜 ライブハウスツアー                                           | 2020年3月14日 → 2020年7月5日                   | 周南RISING HALL                                             |
| wacci 47都道府県ツアー 2019-20 〜Empathy〜 ライブハウスツアー                                           | 2020年3月15日 → 2020年7月2日                   | 米子laughs                                                  |
| wacci 47都道府県ツアー 2019-20 〜Empathy〜 ライブハウスツアー                                           | 2020年3月20日 → 2020年6月21日                  | MAIRO                                                       |
| wacci 47都道府県ツアー 2019-20 〜Empathy〜 ライブハウスツアー                                           | 2020年3月21日 → 2020年6月19日                  | EIGHT HALL                                                  |
| wacci 47都道府県ツアー 2019-20 〜Empathy〜 ライブハウスツアー                                           | 2020年3月26日 → 2020年6月28日                  | 盛岡CLUB CHANGE WAVE                                        |
| wacci 47都道府県ツアー 2019-20 〜Empathy〜 ライブハウスツアー                                           | 2020年3月28日 → 2020年7月10日                  | 青森Quarter                                                 |
| wacci 47都道府県ツアー 2019-20 〜Empathy〜 ライブハウスツアー                                           | 2020年3月29日 → 2020年7月11日                  | 秋田Club SWINDLE                                            |
| wacci 47都道府県ツアー 2019-20 〜Empathy〜 ライブハウスツアー                                           | 2020年4月4日・4月5日                           | 梅田BananaHall                                              |
| wacci 47都道府県ツアー 2019-20 〜Empathy〜 ライブハウスツアー                                           | 2020年4月17日                                  | 仙台darwin                                                  |
| wacci 47都道府県ツアー 2019-20 〜Empathy〜 ライブハウスツアー                                           | 2020年4月18日                                  | 小樽GOLDSTONE                                               |
| wacci 47都道府県ツアー 2019-20 〜Empathy〜 ライブハウスツアー                                           | 2020年4月24日                                  | GOLDEN PIGS RED STAGE                                       |
| wacci 47都道府県ツアー 2019-20 〜Empathy〜 ホールツアー                                                 | 2020年5月16日                                  | ロームシアター京都（サウスホール）                          |
| wacci 47都道府県ツアー 2019-20 〜Empathy〜 ホールツアー                                                 | 2020年5月17日                                  | 日本特殊陶業市民会館 ビレッジホール（名古屋ビレッジホール） |
| wacci 47都道府県ツアー 2019-20 〜Empathy〜 ホールツアー                                                 | 2020年5月23日                                  | 福岡ももちパレス（大ホール）                                |
| wacci 47都道府県ツアー 2019-20 〜Empathy〜 ホールツアー                                                 | 2020年7月19日                                  | 神奈川県民ホール（大ホール）                                |
| wacci Streaming Live Tour 2020 ※配信ライブツアー                                                        | 2020年7月11日                                  | 「トップソング編」恵比寿 LIQUIDROOM ※配信ライブ             |
| wacci Streaming Live Tour 2020 ※配信ライブツアー                                                        | 2020年7月18日                                  | 「ラブソング編」川崎 CLUB CITTA’ ※配信ライブ                |
| wacci Streaming Live Tour 2020 ※配信ライブツアー                                                        | 2020年7月26日                                  | 「アコースティック編」会場非公表 ※配信ライブ                |
| wacci Streaming Live Tour 2020 ※配信ライブツアー                                                        | 2020年8月19日                                  | 「エール編」恵比寿 LIQUIDROOM ※配信ライブ                   |
| wacci Streaming Live Tour 2020 ※配信ライブツアー                                                        | 2020年8月28日                                  | 「ドラフト編」川崎 CLUB CITTA’ ※配信ライブ                  |
| wacci Streaming Live Tour 2020 ※配信ライブツアー                                                        | 2020年9月18日                                  | 「with YOU」KT Zepp Yokohama ※配信ライブ                    |
| wacci Streaming Live Tour 2020 wacci荘編 ※配信ライブ                                                    | 2020年8月8日                                   | ライブBARぐるまま ※配信ライブ                               |
| wacci Streaming Live at 日本武道館 ※配信ライブ                                                          | 2020年10月27日                                 | 日本武道館 ※配信ライブ                                      |
| wacci 47都道府県ツアー 2020-21 [Live House Tour]                                                        | 2020年11月27日                                 | 高崎 club FLEEZ                                             |
| wacci 47都道府県ツアー 2020-21 [Live House Tour]                                                        | 2020年12月4日・12月5日                         | club GRINDHOUSE                                             |
| wacci 47都道府県ツアー 2020-21 [Live House Tour]                                                        | 2020年12月6日                                  | 周南RISING HALL                                             |
| wacci 47都道府県ツアー 2020-21 [Live House Tour]                                                        | 2020年12月10日                                 | 水戸LIGHT HOUSE                                             |
| wacci 47都道府県ツアー 2020-21 [Live House Tour]                                                        | 2020年12月17日                                 | なんばHatch                                                 |
| wacci 47都道府県ツアー 2020-21 [Live House Tour]                                                        | 2020年12月25日                                 | 仙台PIT                                                     |
| wacci 47都道府県ツアー 2020-21 [Live House Tour]                                                        | 2020年12月27日                                 | 秋田Club SWINDLE                                            |
| wacci 47都道府県ツアー 2020-21 [Live House Tour]                                                        | 2021年1月26日・1月27日 → 2021年3月9日・3月10日 | CLUB CITTA’                                                 |
| wacci 47都道府県ツアー 2020-21 [Live House Tour]                                                        | 2021年3月13日                                  | HEAVEN’S ROCK Utsunomiya                                    |
| wacci 47都道府県ツアー 2020-21 [Live House Tour]                                                        | 2021年3月14日                                  | 甲府KAZOO HALL                                              |
| wacci 47都道府県ツアー 2020-21 [Live House Tour]                                                        | 2021年3月20日                                  | 岐阜club-G                                                  |
| wacci 47都道府県ツアー 2020-21 [Live House Tour]                                                        | 2021年3月21日                                  | 神戸VARIT.                                                  |
| wacci 47都道府県ツアー 2020-21 [Live House Tour]                                                        | 2021年3月24日                                  | 宮崎SR BOX                                                  |
| wacci 47都道府県ツアー 2020-21 [Live House Tour]                                                        | 2021年3月25日                                  | 鹿児島CAPARVOホール                                         |
| wacci 47都道府県ツアー 2020-21 [Live House Tour]                                                        | 2021年3月27日                                  | 熊本B.9 V1                                                  |
| wacci 47都道府県ツアー 2020-21 [Live House Tour]                                                        | 2021年3月28日                                  | DRUM LOGOS                                                  |
| wacci 47都道府県ツアー 2020-21 [Live House Tour]                                                        | 2021年4月3日                                   | 奈良NEVERLAND                                               |
| wacci 47都道府県ツアー 2020-21 [Live House Tour]                                                        | 2021年4月4日                                   | 滋賀U★STONE                                                 |
| wacci 47都道府県ツアー 2020-21 [Live House Tour]                                                        | 2021年4月10日                                  | 松江canova                                                  |
| wacci 47都道府県ツアー 2020-21 [Live House Tour]                                                        | 2021年4月11日                                  | 岡山CRAZYMAMA KINGDOM                                       |
| wacci 47都道府県ツアー 2020-21 [Live House Tour]                                                        | 2021年4月15日                                  | 柏PALOOZA                                                   |
| wacci 47都道府県ツアー 2020-21 [Live House Tour]                                                        | 2021年4月17日                                  | 郡山HIPSHOT JAPAN                                           |
| wacci 47都道府県ツアー 2020-21 [Live House Tour]                                                        | 2021年4月18日                                  | 山形ミュージック昭和SESSION                                 |
| wacci 47都道府県ツアー 2020-21 [Live House Tour]                                                        | 2021年4月22日                                  | DRUM Be-7                                                   |
| wacci 47都道府県ツアー 2020-21 [Live House Tour]                                                        | 2021年4月24日                                  | 佐賀GEILS                                                   |
| wacci 47都道府県ツアー 2020-21 [Live House Tour]                                                        | 2021年4月25日                                  | DRUM Be-0                                                   |
| wacci 47都道府県ツアー 2020-21 [Live House Tour]                                                        | 2021年4月29日                                  | 高知CARAVANSARY                                             |
| wacci 47都道府県ツアー 2020-21 [Live House Tour]                                                        | 2021年5月1日                                   | 松山WstudioRED                                              |
| wacci 47都道府県ツアー 2020-21 [Live House Tour]                                                        | 2021年5月2日                                   | 高松festhalle                                               |
| wacci 47都道府県ツアー 2020-21 [Live House Tour]                                                        | 2021年1月9日 → 2021年5月4日                    | MAIRO                                                       |
| wacci 47都道府県ツアー 2020-21 [Live House Tour]                                                        | 2021年1月10日 → 2021年5月5日                   | EIGHT HALL                                                  |
| wacci 47都道府県ツアー 2020-21 [Live House Tour]                                                        | 2021年5月8日                                   | 長野LIVE HOUSE J                                            |
| wacci 47都道府県ツアー 2020-21 [Live House Tour]                                                        | 2021年5月9日                                   | 福井CHOP                                                    |
| wacci 47都道府県ツアー 2020-21 [Live House Tour]                                                        | 2021年1月30日 → 2021年5月15日                  | 青森Quarter                                                 |
| wacci 47都道府県ツアー 2020-21 [Live House Tour]                                                        | 2021年1月31日 → 2021年5月16日                  | 盛岡CLUB CHANGE WAVE                                        |
| wacci 47都道府県ツアー 2020-21 [Live House Tour]                                                        | 2021年5月29日                                  | output                                                      |
| wacci 47都道府県ツアー 2020-21 [Live House Tour]                                                        | 2021年1月16日 → 2021年7月17日                  | 小樽GOLDSTONE                                               |
| wacci 47都道府県ツアー 2020-21 [Live House Tour]                                                        | 2021年2月7日 → 2021年7月18日                   | NIIGATA LOTS                                                |
| wacci 47都道府県ツアー 2020-21 [Live House Tour]                                                        | 2021年2月20日 → 2021年8月14日                  | Live House浜松窓枠                                          |
| wacci 47都道府県ツアー 2020-21 [Live House Tour]                                                        | 2021年2月25日 → 2021年8月15日                  | 名古屋ダイアモンドホール                                    |
| wacci 47都道府県ツアー 2020-21 [Live House Tour]                                                        | 2021年3月7日 → 2021年8月21日                   | HEAVEN’S ROCK さいたま新都心                                |
| wacci 47都道府県ツアー 2020-21 [Live House Tour]                                                        | 2021年2月13日 → 2021年9月11日                  | 和歌山CLUB GATE                                             |
| wacci 47都道府県ツアー 2020-21 [Live House Tour]                                                        | 2021年2月14日 → 2021年9月12日                  | ライブハウス磔磔                                            |
| wacci 47都道府県ツアー 2020-21 [Live House Tour]                                                        | 2021年3月6日 → 2021年9月23日                   | 松坂M’AXA                                                   |
| wacci 47都道府県ツアー 2020-21 [Live House Tour]                                                        | 2021年2月27日 → 2021年9月25日                  | 米子laughs                                                  |
| wacci 47都道府県ツアー 2020-21 [Live House Tour]                                                        | 2021年2月28日 → 2021年9月26日                  | 広島クラブクアトロ                                          |
| wacci 47都道府県ツアー 2020-21 [Hall Tour]                                                              | 2021年5月23日                                  | 中野サンプラザ                                              |
| wacci 47都道府県ツアー 2020-21 [Hall Tour]                                                              | 2021年6月27日                                  | 福岡ももちパレス（大ホール）                                |
| wacci 47都道府県ツアー 2020-21 [Hall Tour]                                                              | 2021年7月10日                                  | 神奈川県民ホール（大ホール）                                |
| wacci 47都道府県ツアー 2020-21 [Hall Tour]                                                              | 2021年6月13日 → 2021年9月4日                   | 日本特殊陶業市民会館 ビレッジホール                         |
| wacci 47都道府県ツアー 2020-21 [Hall Tour]                                                              | 2021年6月5日 → 2021年9月20日                   | ロームシアター京都（サウスホール）                          |
| wacci 47都道府県ツアー 2020-21 [Hall Tour]                                                              | 2021年6月18日 → 2022年2月12日                  | スターピアくだまつ                                          |
| wacci 47都道府県ツアー 2020-21 [Hall Tour]                                                              | 2021年6月19日 → 2021年8月29日 → 2022年2月23日  | 東広島芸術文化ホールくらら                                  |
| wacci 47都道府県ツアー 2020-21 [Hall Tour]                                                              | 2021年6月11日 → 2022年3月9日                   | 庄内町文化創造館響ホール                                    |
| wacci荘会 2021 ※配信ライブ                                                                              | 2021年8月8日                                   | 会場非公表 ※配信ライブ                                      |
| wacci Live at 日本武道館 2021 〜YOUdience〜                                                             | 2021年11月12日                                 | 日本武道館                                                  |
| wacci 配信ライブ 2022 ※配信ライブ                                                                       | 2022年3月4日                                   | 吉祥寺スターパインズカフェ ※配信ライブ                      |
| wacci荘会 2022                                                                                          | 2022年4月15日                                  | 京都紫明会館                                                |
| wacci荘会 2022                                                                                          | 2022年5月3日                                   | 福岡DRUM Be-1                                               |
| wacci荘会 2022                                                                                          | 2022年5月6日                                   | CLUB CITTA'                                                 |
| wacci荘会 2022                                                                                          | 2022年5月13日                                  | THE BOTTOM LINE                                             |
| wacci Live House Tour 2022 〜Reboot!〜                                                                  | 2022年6月4日                                   | 神戸VARIT.                                                  |
| wacci Live House Tour 2022 〜Reboot!〜                                                                  | 2022年6月5日                                   | 岐阜 club-G                                                 |
| wacci Live House Tour 2022 〜Reboot!〜                                                                  | 2022年6月11日                                  | 鹿児島CAPARVO HALL                                          |
| wacci Live House Tour 2022 〜Reboot!〜                                                                  | 2022年6月24日                                  | EX THEATER ROPPONGI                                         |
| wacci Live House Tour 2022 〜Reboot!〜                                                                  | 2022年7月9日                                   | 仙台PIT                                                     |
| wacci Live House Tour 2022 〜Reboot!〜                                                                  | 2022年7月17日                                  | 新潟LOTS                                                    |
| wacci Live House Tour 2022 〜Reboot!〜                                                                  | 2022年7月23日                                  | 広島 CLUB QUATTRO                                           |
| wacci Live House Tour 2022 〜Reboot!〜                                                                  | 2022年7月24日                                  | 高松 festhalle                                              |
| wacci荘会 2022 Streaming Live ※配信ライブ                                                               | 2022年8月27日                                  | SEED SHIP ※配信ライブ                                       |
| wacci Hall Tour 2022 〜Boost!〜                                                                         | 2022年9月10日                                  | ももちパレス（福岡県立ももち文化センター）                  |
| wacci Hall Tour 2022 〜Boost!〜                                                                         | 2022年11月6日                                  | 日本特殊陶業市民会館 ビレッジホール                         |
| wacci Hall Tour 2022 〜Boost!〜                                                                         | 2022年11月20日                                 | NHK大阪ホール                                               |
| wacci Hall Tour 2022 〜Boost!〜                                                                         | 2023年1月7日                                   | 神奈川県民ホール                                            |
| wacci Live Tour 2023 〜growing〜                                                                        | 2023年5月2日                                   | Zepp Namba（OSAKA）                                         |
| wacci Live Tour 2023 〜growing〜                                                                        | 2023年5月5日                                   | 新潟LOTS                                                    |
| wacci Live Tour 2023 〜growing〜                                                                        | 2023年5月14日                                  | 仙台PIT                                                     |
| wacci Live Tour 2023 〜growing〜                                                                        | 2023年5月26日                                  | 福岡DRUM LOGOS                                              |
| wacci Live Tour 2023 〜growing〜                                                                        | 2023年5月28日                                  | 広島ブルーライブ                                            |
| wacci Live Tour 2023 〜growing〜                                                                        | 2023年6月2日                                   | 名古屋ダイアモンドホール                                    |
| wacci Live Tour 2023 〜growing〜                                                                        | 2023年6月4日                                   | 高松festhalle                                               |
| wacci Live Tour 2023 〜growing〜                                                                        | 2023年6月20日                                  | Zepp DiverCity（TOKYO）                                     |
| wacci荘会 2023 Streaming Live ※配信ライブ                                                               | 2023年8月18日                                  | 会場非公表 ※配信ライブ                                      |
| wacci Hall Tour 2023〜2024 -laugh mix-                                                                  | 2023年12月2日                                  | NHK大阪ホール                                               |
| wacci Hall Tour 2023〜2024 -laugh mix-                                                                  | 2024年1月7日                                   | 仙台電力ホール                                              |
| wacci Hall Tour 2023〜2024 -laugh mix-                                                                  | 2024年1月13日                                  | ももちパレス                                                |
| wacci Hall Tour 2023〜2024 -laugh mix-                                                                  | 2024年1月14日                                  | 岡山芸術創造劇場ハレノワ 中劇場                             |
| wacci Hall Tour 2023〜2024 -laugh mix-                                                                  | 2024年1月20日                                  | 名古屋市公会堂                                              |
| wacci Hall Tour 2023〜2024 -laugh mix-                                                                  | 2024年2月3日                                   | LINE CUBE SHIBUYA                                           |
| wacci荘会 2024                                                                                          | 2024年6月23日                                  | 大手町三井ホール                                            |
| wacci Streaming Live 〜特別編〜                                                                         | 2024年6月23日                                  | 大手町三井ホール                                            |
| wacci IROAI Tour 2024                                                                                   | 2024年8月10日                                  | 江戸川区総合文化センター 大ホール                           |
| wacci IROAI Tour 2024                                                                                   | 2024年9月8日                                   | 渋川市民会館                                                |
| wacci IROAI Tour 2024                                                                                   | 2024年9月14日                                  | 岡谷鋼機名古屋公会堂                                        |
| wacci IROAI Tour 2024                                                                                   | 2024年9月22日                                  | 日立システムズホール仙台 シアターホール                     |
| wacci IROAI Tour 2024                                                                                   | 2024年9月27日                                  | りゅーとぴあ 新潟市民芸術文化会館・劇場                     |
| wacci IROAI Tour 2024                                                                                   | 2024年10月4日                                  | ももちパレス                                                |
| wacci IROAI Tour 2024                                                                                   | 2024年10月6日                                  | 広島JMSアステールプラザ 大ホール                            |
| wacci IROAI Tour 2024                                                                                   | 2024年10月20日                                 | NHK大阪ホール                                               |
| wacci IROAI Tour 2024                                                                                   | 2024年10月25日                                 | 昭和女子大学人見記念講堂                                    |
| wacci荘会 2024 ～5th Anniversary～ ※配信ライブ                                                          | 2024年8月24日                                  | 会場非公表 ※配信ライブ                                      |
| wacci First Live in Korea                                                                               | 2024年11月30日                                 | WANDERLOCH HALL（韓国）                                     |
| Billboard Live Tour                                                                                     | 2025年2月1日                                   | Billboard Live YOKOHAMA                                     |
| Billboard Live Tour                                                                                     | 2025年2月8日                                   | Billboard Live OSAKA                                        |
| Billboard Live Tour                                                                                     | 2025年2月22日                                  | Billboard Live TOKYO                                        |
| wacci Billboard Live Tour 2025 ～encore～                                                               | 2025年3月2日                                   | 長崎スタジアムシティ THE CLUB NAGASAKI                      |
| wacci First Live in Shanghai                                                                            | 2025年4月19日                                  | 上海紅石中心（中国）                                        |
| wacci荘会 2025 ※配信ライブ                                                                              | 2025年8月17日                                  | SEED SHIP ※配信ライブ                                       |
| wacci park 2025 at 日比谷野外音楽堂                                                                     | 2025年9月13日                                  | 日比谷野外音楽堂                                            |
| wacci Hall Tour 2025-2026 ～憧憬～                                                                      | 2025年10月4日                                  | 東広島芸術文化ホールくらら 大ホール                         |
| wacci Hall Tour 2025-2026 ～憧憬～                                                                      | 2025年11月2日                                  | 紀南文化会館 大ホール                                       |
| wacci Hall Tour 2025-2026 ～憧憬～                                                                      | 2025年11月8日                                  | Niterra日本特殊陶業市民会館ビレッジホール                   |
| wacci Hall Tour 2025-2026 ～憧憬～                                                                      | 2025年11月15日                                 | 仙台市若林区文化センター                                    |
| wacci Hall Tour 2025-2026 ～憧憬～                                                                      | 2025年11月16日                                 | 水戸市民文化会館グロービスホール                            |
| wacci Hall Tour 2025-2026 ～憧憬～                                                                      | 2025年11月22日                                 | ユメニティのおがた                                          |
| wacci Hall Tour 2025-2026 ～憧憬～                                                                      | 2025年11月29日                                 | NHK大阪ホール                                               |
| wacci Hall Tour 2025-2026 ～憧憬～                                                                      | 2026年1月10日                                  | 昭和女子大学人見記念講堂                                    |

### 自主企画ライブ
| 名前                                                                  | 公演日                   | 会場                                  |
| --------------------------------------------------------------------- | ------------------------ | ------------------------------------- |
| 君とシェア Vol.1                                                      | 2010年6月27日            | 渋谷O-nest                            |
| 君とシェア Vol.2                                                      | 2011年12月7日            | 渋谷O-nest                            |
| wacci presents「君とシェア 2014 夏」                                  | 2014年7月19日            | 横浜プレミアホール                    |
| wacci presents「君とシェア 2014 もうすぐ秋」                          | 2014年9月21日            | 横浜プレミアホール                    |
| wacci 2nd anniversary「君とシェア 特別編 〜吉田山田と2マンライブ!〜」 | 2014年11月4日            | Mt.RAINIER HALL 渋谷PLEASURE PLEASURE |
| wacci presents「君とシェア 2015 春 -四月は君とシェア」                | 2015年4月18日            | DDD青山クロスシアター                 |
| wacci presents 君とシェア 2018 三本締め                               | 2018年12月27日・12月28日 | 関内ホール 小ホール                   |
| wacci 夏の東西 Special Live 2023                                      | 2023年8月6日             | 昭和女子大学人見記念講堂              |
| wacci 夏の東西 Special Live 2023                                      | 2023年8月26日            | NHK大阪ホール                         |
| wacci × Omoinotake “Speech”                                           | 2025年7月11日            | 豊洲PIT                               |